# Elizabeth II
Elizabeth II của Liên hiệp Anh và Bắc Ireland (Elizabeth Alexandra Mary; 21 tháng 4 năm 1926 – 8 tháng 9 năm 2022) là Nữ vương của Vương quốc Liên hiệp Anh, Bắc Ireland và các Vương quốc Thịnh vượng chung khác từ năm 1952 đến năm 2022. Với thời gian trị vì 70 năm 214 ngày, bà là người trị vì lâu nhất trong lịch sử Vương thất Anh, đồng thời là nữ nguyên thủ quốc gia tại vị lâu nhất được ghi nhận đối với bất kỳ nữ nguyên thủ nào trong lịch sử, và là quân chủ tại vị lâu thứ hai trong lịch sử, chỉ sau Louis XIV.
Elizabeth sinh ra ở Mayfair, Luân Đôn, là con gái đầu lòng của Công tước và Công tước phu nhân xứ York (sau này là Quốc vương George VI và Vương hậu Elizabeth). Cha của bà lên ngôi Quốc vương vào năm 1936 sau khi người bác ruột của bà là Quốc vương Edward VIII thoái vị, khiến Elizabeth trở thành người kế vị ngai vàng. Bà được giáo dục tại gia và đảm đương nhiều công việc xuyên suốt Chiến tranh thế giới thứ hai, phục vụ trong Lực lượng Hỗ trợ Nội địa. Tháng 11 năm 1947, bà kết hôn với Philip Mountbatten (sinh ra là Philippos của Hy Lạp và Đan Mạch), cựu Vương tôn của Hy Lạp và Đan Mạch, cuộc hôn nhân của họ kéo dài 73 năm cho đến khi Philip qua đời vào ngày 9 tháng 4 năm 2021, hưởng thọ 99 tuổi. Họ có 4 người con: Charles III; Anne, Vương nữ Vương thất; Vương tử Andrew, Công tước xứ York; và Vương tử Edward, Công tước xứ Edinburgh.
Sau khi cha của bà qua đời vào ngày 6 tháng 2 năm 1952, Elizabeth—25 tuổi—trở thành Nữ vương của 7 quốc gia tự trị thuộc Khối thịnh vượng chung: Vương quốc Anh, Canada, Úc, New Zealand, Nam Phi, Pakistan và Ceylon, đồng thời là Người đứng đầu Khối thịnh vượng chung. Khoảng thời gian Elizabeth trị vì, chế độ quân chủ lập hiến chứng kiến nhiều sự thay đổi, trong đó có xung đột vũ trang tại Bắc Ireland, sự giải thể của Đế quốc Anh (một tiến trình đã bắt đầu từ trước khi bà lên ngôi) và kế tiếp là sự phát triển của Khối Thịnh vượng chung Anh, Vương quốc Anh gia nhập Cộng đồng châu Âu, Vương quốc Anh rời Liên minh Châu Âu và sự phi thực dân hóa của châu Phi. Số lượng các quốc gia của bà dần thay đổi theo thời gian sau khi các nước thuộc địa giành được độc lập và khi các quốc gia, bao gồm Nam Phi, Pakistan và Ceylon (được đổi tên thành Sri Lanka) trở thành các nước cộng hòa. Nhiều chuyến thăm và cuộc gặp gỡ lịch sử của bà bao gồm chuyến thăm cấp nhà nước tới Cộng hòa Ireland vào năm 2011 và các chuyến thăm đến hoặc từ 5 vị giáo hoàng. Về lý thuyết thì quyền lực của bà là rất lớn, mặc dù vậy, trên thực tế theo quy ước, bà hiếm khi can dự vào các vấn đề chính trị do Vương quốc Anh vốn là một quốc gia quân chủ lập hiến hết sức hoàn bị.
Các sự kiện quan trọng của bà bao gồm Lễ Đăng quang vào năm 1953 và lễ kỷ niệm Bạc, Vàng, Kim cương và Bạch kim lần lượt vào các năm 1977, 2002, 2012 và 2022. Elizabeth là Quân vương Anh tại vị lâu nhất và trị vì lâu nhất, nữ nguyên thủ quốc gia tại vị lâu nhất trong lịch sử, vị Quân vương lâu đời nhất và trị vì lâu nhất hiện nay, đồng thời là nguyên thủ quốc gia đương nhiệm lâu đời nhất và nắm giữ vương quyền lâu nhất. Elizabeth thỉnh thoảng phải đối mặt với những lời chỉ trích nhắm vào vương thất từ giới truyền thông hoặc những người theo chủ nghĩa cộng hòa, đặc biệt là sau những cuộc hôn nhân tan vỡ của con cái, "năm tồi tệ" 1992 và cái chết của người con dâu cũ Diana, Vương phi xứ Wales vào năm 1997. Mặc dù vậy, sự ủng hộ của dân chúng tại Vương quốc Anh đối với chế độ quân chủ và độ tín nhiệm của Nữ vương đã và vẫn luôn duy trì ở mức độ cao cũng như sự nổi tiếng của riêng bà. Sau một thời gian điều trị, Elizabeth đã từ trần vào ngày 8 tháng 9 năm 2022 tại lâu đài Balmoral, Scotland, hưởng thọ 96 tuổi. Con trai cả của bà, Charles III, là người kế nhiệm ngai vàng Anh quốc.

## Thiếu thời
Elizabeth chào đời lúc 02:40 (GMT) vào ngày 21 tháng 4 năm 1926, dưới thời trị vì của ông nội của bà là Quốc vương George V. Cha của bà, Vương tử Albert, Công tước xứ York (sau này là Quốc vương George VI) là con trai thứ hai của George V. Mẹ của bà, Công tước phu nhân xứ York (sau này là Vương hậu Elizabeth) là con gái út của nhà quý tộc người Scotland, Claude Bowes-Lyon, Bá tước thứ 14 xứ Strathmore và Kinghorne. Bà được sinh ra bằng biện pháp sinh mổ tại căn nhà của ông ngoại ở Luân Đôn, số 17 Đường Bruton, Mayfair. Bà được rửa tội trong nhà thờ riêng của Cung điện Buckingham dưới sự chủ trì của Cosmo Lang, Tổng giám mục xứ York vào ngày 29 tháng 5 năm 1926 và đặt tên là Elizabeth theo tên của mẹ; tên đệm Alexandra đặt theo tên của bà cố là Vương hậu Alexandra, người qua đời trước đó khoảng 6 tháng; và Mary đặt theo tên của bà nội là Vương hậu Mary. Elizabeth được những người thân trong gia đình gọi với cái tên thân mật là "Lilibet", dựa theo những gì mà bà tự gọi mình khi còn nhỏ do không thể phát âm chính xác cái tên "Elizabeth". Ông nội của bà là George V rất yêu thương bà, người mà bà trìu mến gọi là "Ông nội nước Anh" và trong khoảng thời gian mà ông bị bệnh nghiêm trọng vào năm 1929, những chuyến thăm thường xuyên của bà được các tờ báo nổi tiếng và nhà sử học sau này ghi nhận là nâng cao tinh thần và giúp ông hồi phục.
Người em gái duy nhất của Elizabeth là Vương nữ Margaret sinh vào ngày 21 tháng 8 năm 1930. Hai cô công chúa được giáo dục tại gia dưới sự giám sát của mẹ và phó mẫu của họ là Marion Crawford. Các bài học tập trung vào lịch sử, ngôn ngữ, văn học và âm nhạc. Crawford xuất bản một cuốn tiểu sử về những năm thơ ấu của Elizabeth và Margaret mang tên The Little Princesses vào năm 1950. Cuốn sách mô tả tình yêu của Elizabeth đối với ngựa và chó, tính trật tự và thái độ trách nhiệm của bà. Những người khác cũng đồng tình với nhận xét này: Winston Churchill mô tả Elizabeth lúc 2 tuổi là "một nhân cách. Cô bé phảng phất uy quyền và sự chín chắn đáng ngạc nhiên trong một đứa trẻ." Chị họ của bà là Margaret Rhodes mô tả bà là "một cô bé vui tính, nhưng về cơ bản là có ý thức và cư xử tốt".

## Người thừa kế vương vị
Là cháu nội gái của nhà vua, Elizabeth nhận được danh hiệu Vương tôn nữ Anh, với kính xưng Her Royal Highness (Điện hạ), tước hiệu đầy đủ là Her Royal Highness Princess Elizabeth of York (Vương tôn nữ Elizabeth xứ York Điện hạ). Khi sinh, bà là người thứ ba trong danh sách kế vị ngai vàng, sau bác của mình, Vương tử Edward, Thân vương xứ Wales và cha mình. Mặc dù việc bà sinh ra được công chúng chú ý, không ai có lý do để tin rằng bà sẽ trở thành Nữ vương, vì mọi người khi đó đều cho rằng Thân vương xứ Wales sẽ cưới vợ và sinh con. Năm 1936, khi ông nội của bà, Vua George V, băng hà và người bác Edward của bà nối ngôi, bà trở thành người kế vị thứ hai sau cha mình. Cuối năm, Edward thoái vị và cha bà trở thành Quốc vương. Elizabeth từ đó trở thành người thừa kế ngai vàng và được gọi là Her Royal Highness The Princess Elizabeth, tức [Vương nữ Elizabeth Điện hạ].
Elizabeth học môn lịch sử lập hiến với Ngài Henry Marten, Phó hiệu trưởng Đại học Eton và tôn giáo với Tổng giám mục xứ Canterbury. Bà học các ngôn ngữ hiện đại và hiện nay vẫn nói tiếng Pháp trôi chảy. Một đoàn Hướng đạo nữ, Đoàn Cung điện Buckingham số 1, được đặc biệt thành lập để Vương nữ Elizabeth có thể giao tiếp với những cô gái cùng lứa tuổi. Bà đoạt được phù hiệu thông dịch viên, bơi lội, múa, cưỡi ngựa, đầu bếp, chăm sóc trẻ và may vá, sau này trở thành người đứng đầu đội tuần tra của Nhóm tuần tra Swallow Patrol. Sau đó, bà được tuyển làm Hướng đạo sinh biển và vào năm 1946, trở thành Trưởng hướng đạo sinh của Hướng đạo sinh lớn Đế quốc Anh, một nhánh dành cho người trưởng thành của Hướng đạo sinh nữ. Nữ vương đến nay vẫn tham gia Hướng đạo và làm người bảo trợ cho Liên đoàn Hướng đạo từ năm 1952.
Năm 1939, Chính phủ Canada muốn Vương nữ Elizabeth tháp tùng cha mẹ trong chuyến công du Canada. Tuy nhiên, đức vua đã quyết định không thực hiện điều này, nói rằng con gái ông còn quá nhỏ tuổi để tham dự vào chuyến đi căng thẳng như vậy, cuối cùng kéo dài đến hơn 1 tháng. Elizabeth có thể đã gặp người chồng tương lai của mình, Vương tôn Philippos của Hy Lạp và Đan Mạch vào năm 1934 và 1937. Sau một cuộc gặp gỡ khác tại Đại học Hải quân Vương thất ở Dartmouth tháng 7 năm 1939, Elizabeth, dù khi đó chỉ mới 13 tuổi, đã đem lòng yêu mến Philippos và họ bắt đầu thư từ cho nhau.

### Chiến tranh thế giới thứ hai

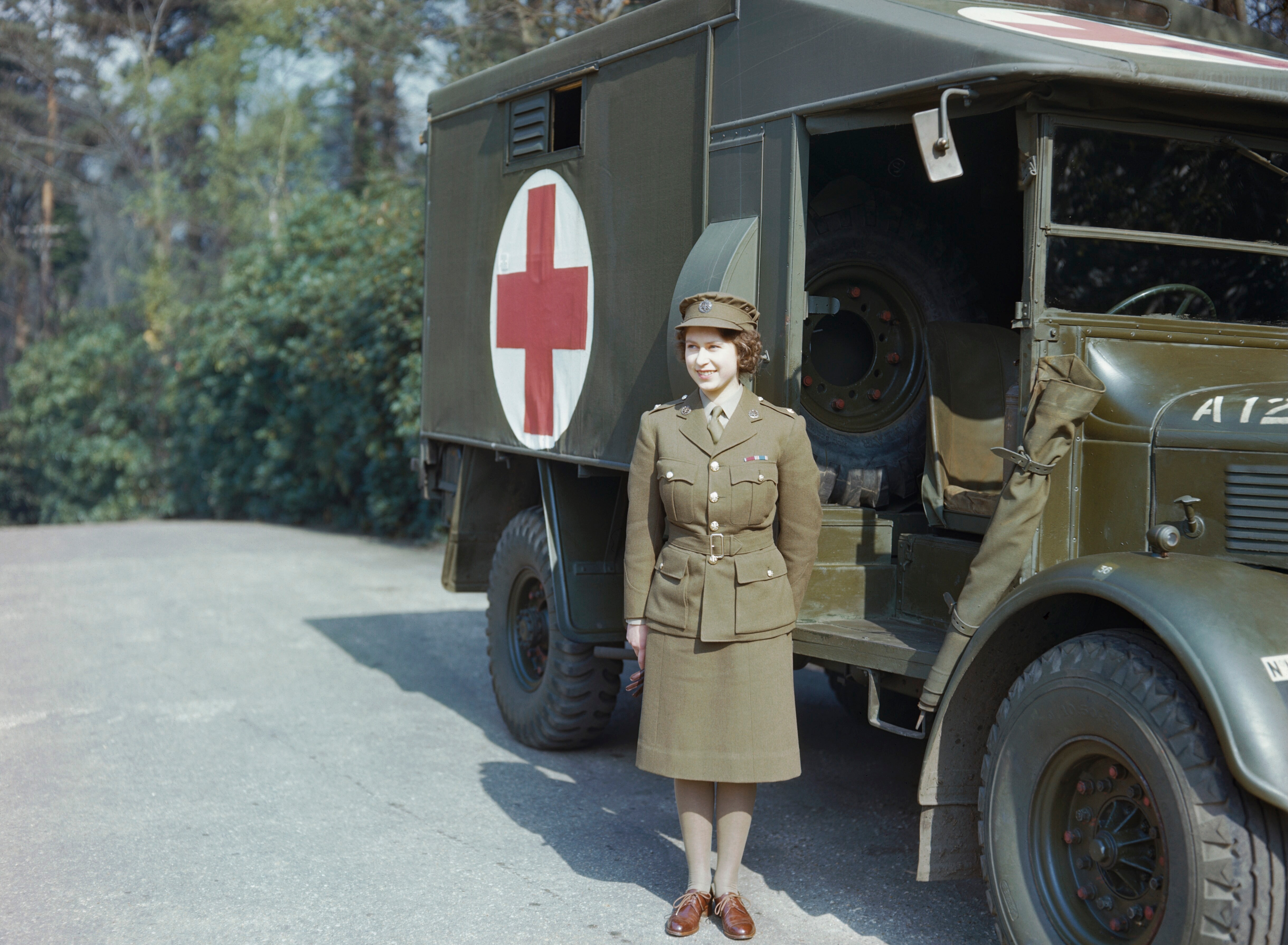
Trong bộ đồng phục của Auxiliary Territorial Service, tháng 4 năm 1945.

Tháng 9 năm 1939, Chiến tranh thế giới thứ hai bùng nổ. Vương nữ Elizabeth và em gái, Vương nữ Margaret, ở tại Lâu đài Balmoral, Scotland, từ tháng 9 đến Giáng sinh năm 1939, rồi chuyển sang Nhà Sandringham, Norfolk. Tháng 5 năm 1940, họ chuyển tới Lâu đài Windsor và ở đó trong gần hết năm năm tiếp theo. Đã có người đề nghị di tản hai Vương nữ sang Canada, nơi họ cùng với cha mẹ mình sẽ sống tại Lâu đài Hatley ở British Columbia. Kế hoạch này chưa bao giờ thành hiện thực; để đáp lại lời đề nghị này, mẹ của Elizabeth, Vương hậu Elizabeth, đã nói một câu nói nổi tiếng: "Những đứa trẻ sẽ không đi đâu hết nếu không có tôi. Tôi sẽ không đi mà không có Quốc vương. Và Quốc vương sẽ không bao giờ rời khỏi đây." Hai Vương nữ vẫn tiếp tục ở lại Windsor, tại đó họ đã diễn kịch pantomime vào Giáng sinh, trước gia đình và bạn bè được mời tới, cùng với những đứa con của nhân viên Nội trợ Vương thất. Cũng tại Windsor mà Elizabeth, vào năm 1940, đã có buổi phát thanh đầu tiên qua chương trình Children's Hour của BBC, gửi đến những đứa trẻ đang di tản khỏi các thành phố. Bà phát biểu rằng "Chúng tôi đang cố gắng làm tất cả những gì chúng tôi có thể để giúp đỡ những thủy thủ, quân nhân và phi công dũng cảm, và chúng cũng đang cố gắng chịu đựng một phần nguy hiểm và buồn bã của cuộc chiến. Chúng tôi, mỗi một người, biết rằng cuối cùng rồi mọi chuyện sẽ tốt đẹp.}}
Trong những năm Elizabeth ở Windsor, chuyên gia lập hiến Edward Iwi đã lên các kế hoạch để cho một thành viên của vương thất xuất hiện ở Wales, nhằm dẹp yên ảnh hưởng của phong trào quốc gia đang lên Plaid Cymru. Trong một báo cáo gửi đến Thư ký Nội vụ Vương thất Herbert Morrison, Iwi đề nghị chỉ định Elizabeth là Cảnh sát của Lâu đài Caernarfon (vị trí mà David Lloyd George đang nắm giữ) và là người bảo hộ của Urdd Gobaith Cymru và đi đến Wales với danh nghĩa đó. Ý tưởng này được Thư ký Nội vụ bác bỏ, dựa trên cơ sở nó có thể gây ra bất hòa giữa bắc và nam Wales; và bởi cả Quốc vương, người từ chối để cô con gái của mình phải chịu áp lực bởi các chuyến đi công cán; và của chính phủ, vì hai thành viên lãnh đạo của Urdd Gobaith Cymru được phát hiện ra là những người từ chối nhập ngũ có chủ đích.
Năm 1945, Vương nữ Elizabeth tháp tùng cha mẹ đến thăm nhân viên quân đội của Khối thịnh vượng chung và bắt đầu thực hiện các công tác một mình, như xem cuộc diễu hành của các nữ phi công. Bà gia nhập Đội quân Lãnh thổ Bổ trợ Phụ nữ, với số hiệu 230873 Đại úy thứ hai Elizabeth Windsor. Bà được huấn luyện để trở thành tài xế và thợ cơ khí, lái một chiếc xe tải quân sự và tiến đến cấp bậc Tư lệnh cấp thấp. Hiện nay bà là "nguyên thủ quốc gia còn sống duy nhất đã từng mặc quân phục trong Chiến tranh thế giới thứ hai".

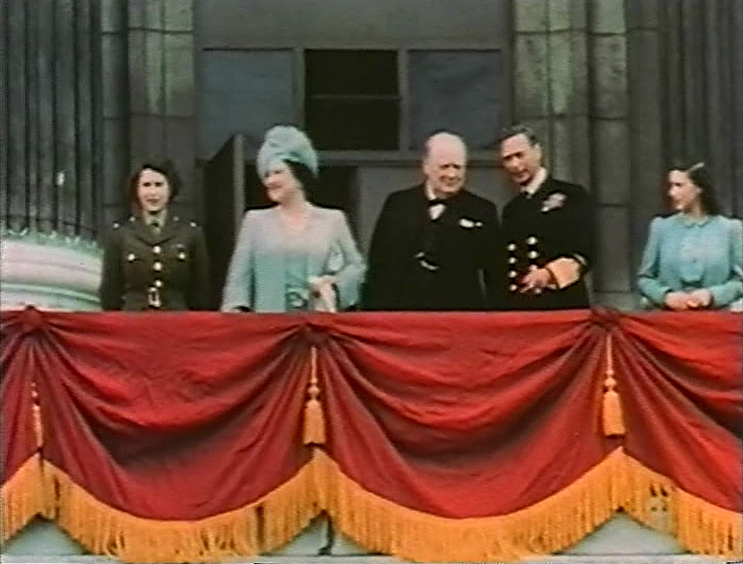
Elizabeth (ngoài cùng bên trái) trên ban công của Cung điện Buckingham cùng gia đình và Winston Churchill vào ngày 8 tháng 5 năm 1945

Đến cuối cuộc chiến ở châu Âu, vào ngày Chiến thắng trong Ngày châu Âu, Vương nữ Elizabeth và em gái bà đã hòa mình một cách ẩn danh vào đám đông ăn mừng trên đường phố Luân Đôn. Sau này bà đã nói trong một cuộc phỏng vấn hiếm hoi, "chúng tôi xin phép cha mẹ để được ra ngoài và tự mắt mình chứng kiến. Tôi nhớ là chúng tôi đã rất sợ bị nhận ra... Tôi nhớ nhiều hàng người không biết mặt nhau đã nắm tay và đi dọc xuống Whitehall, tất cả chúng tôi chỉ biết khóc trong ngập tràn hạnh phúc và nhẹ nhõm". Hai năm sau, Vương nữ thực hiện chuyến đi nước ngoài chính thức đầu tiên, khi bà tháp tùng cha mẹ đến phía Nam châu Phi. Vào sinh nhật lần thứ 21, trong một buổi phát thanh đến Khối thịnh vượng chung Anh từ Nam Phi, bà bảo đảm:
"Ta tuyên bố trước tất cả dân chúng rằng toàn bộ cuộc đời ta, dù dài hay ngắn, sẽ dành để phục vụ mọi người và phục vụ cho Hoàng thất vĩ đại mà tất cả chúng ta đều thuộc về".

### Kết hôn
Elizabeth kết hôn với Philip vào ngày 20 tháng 11 năm 1947. Theo vai vế Elizabeth là cháu gọi Philip là chú họ thông qua Quốc vương Christian IX của Đan Mạch đồng thời là chị em họ thông qua bà sơ là Victoria của Anh. Trước khi kết hôn, Philip đã từ bỏ tước hiệu Vương thất Hy Lạp và Đan Mạch của ông và sử dụng danh hiệu Trung úy Philip Mountbatten, lấy theo họ mẹ. Ngay trước lễ cưới 1 ngày, ông được phong tước Công tước xứ Edinburgh và kính xưng Điện hạ.

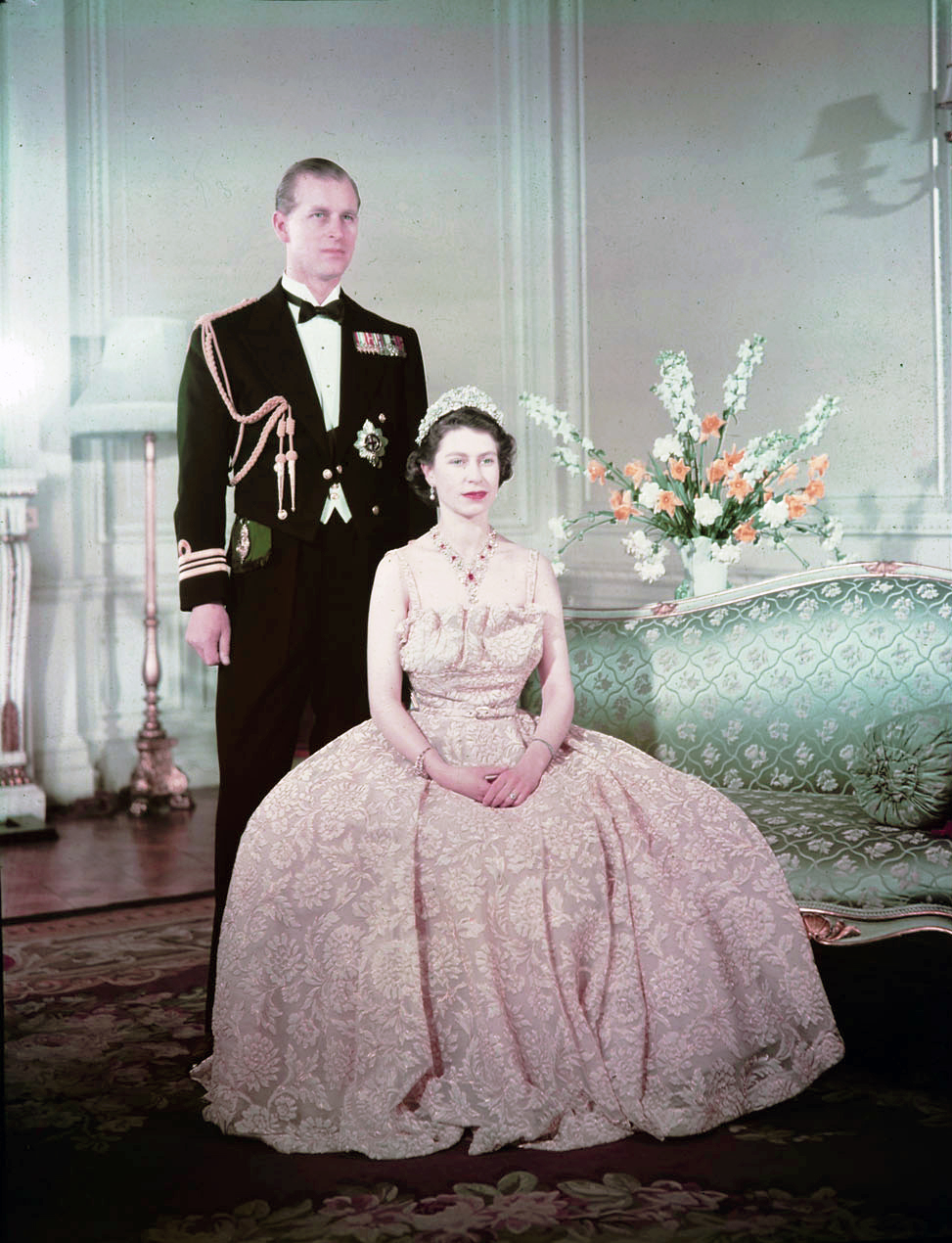
Elizabeth và Philip, 1950.

Lễ cưới diễn ra không được suôn sẻ: Philip theo Chính thống giáo Hy Lạp, không có địa vị tài chính và có các chị em gái kết hôn với những quý tộc Đức có liên hệ với Đức quốc xã. Mẹ của Elizabeth, trong những cuốn tự truyện về sau, được nói rằng đã phản đối mối lương duyên này, thậm chí còn gọi Philip là gã người Đức (The Hun). Tuy nhiên, Khối thịnh vượng chung chưa hoàn toàn hồi phục sau chiến tranh; nên Vương nữ đã phải để dành các phiếu được phân phối để mua vật liệu may váy cưới, do Norman Hartnell thiết kế. Lễ cưới được xem là tia hy vọng đầu tiên của sự tái sinh sau chiến tranh. Elizabeth và Philip nhận được 2.500 món quà cưới từ khắp nơi trên thế giới. Tại lễ cưới, phù dâu của Elizabeth bao gồm Vương nữ Margaret (em gái); Vương tôn nữ Alexandra xứ Kent (em họ); Lady Caroline Montagu-Douglas-Scott (con của Công tước xứ Buccleuch); Lady Mary Cambridge (con của cậu họ); Lady Elizabeth Mary Lambart (con của Frederick Lambart, Bá tước thứ 10 xứ Cavan); Pamela Mountbatten (chị họ đằng ngoại của Philip); Margaret Elphinstone (em họ); Diana Bowes-Lyon (em họ). Cậu bé nâng váy cho bà là em con chú của bà, Vương tôn William xứ Gloucester và Vương tôn Michael xứ Kent. Ở nước Anh hậu chiến, không có bất kỳ họ hàng người Đức nào của Công tước xứ Edinburgh được phép tham dự lễ cưới, kể cả ba người chị gái còn sống của Philip. Cô của Elizabeth, Vương nữ Vương thất Mary, từ chối tham dự vì anh trai của bà, Công tước xứ Windsor (cựu Vương Edward VIII thoái vị năm 1936), không được mời vì lý do bên nhà chồng; bà lấy lý do sức khỏe làm lý do chính thức không đến dự tiệc cưới.
Elizabeth sinh hạ con trai đầu lòng, Vương tôn Charles xứ Edinburgh, vào ngày 14 tháng 11 năm 1948, một tháng sau Quốc vương George VI trao văn thư đặc quyền cho phép con cái bà được hưởng tước xưng cùng địa vị Vương thất, bởi nếu theo luật thì các con bà sẽ không được nhận vì có cha không phải là một British Prince. Mặc dù Vương tộc có họ là Windsor, một sắc lệnh của Nữ vương ban hành năm 1960 nói rằng dòng dõi nam của Elizabeth II và Vương tế Philip nếu không phải là Vương tử và Vương nữ của Vương quốc Anh thì sẽ mang họ Mountbatten-Windsor. Người con thứ hai, Vương tôn nữ Anne xứ Edinburgh, sinh vào năm 1950.
Sau lễ cưới, cặp vợ chồng thuê chỗ ở đầu tiên của mình, Windlesham Moor, cho đến ngày 4 tháng 7 năm 1949, khi họ chuyển sang sinh sống tại dinh thự Clarence. Tuy nhiên, trong nhiều khoảng thời gian khác nhau từ năm 1949 đến 1951, Công tước xứ Edinburgh đóng quân ở Malta (vào thời điểm đó là Đất bảo hộ của Anh) với vai trò sĩ quan Hải quân Vương thất. Ông và Elizabeth thỉnh thoảng sống vài tháng ở thôn Gwardamangia ở Malta, tại Làng Gwardamangia, ngôi nhà mướn lại từ Louis Mountbatten, Bá tước Mountbatten xứ Miến Điện. Những người con của hai người vẫn ở lại Anh.

## Trị vì

### Lên ngôi

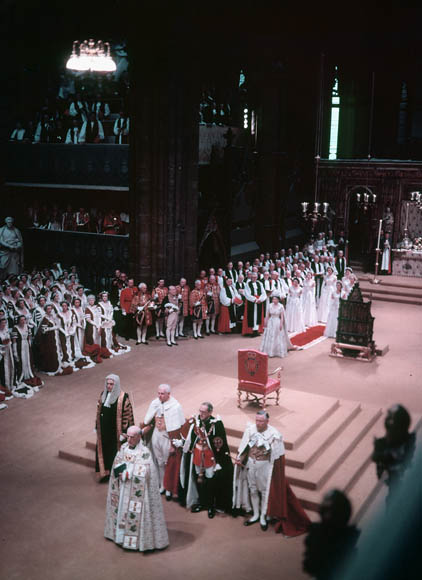
Lễ đăng quang của Elizabeth II, 1953.

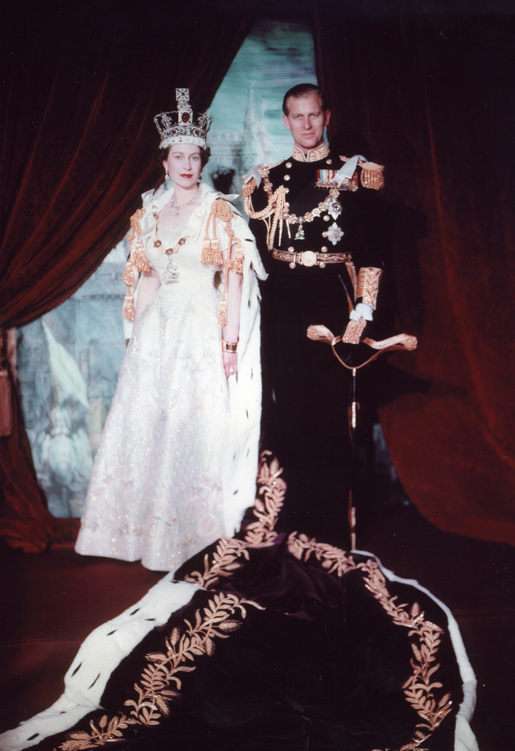
Nữ vương và chồng, Vương tế Phillip chụp hình tại Cung điện Buckingham trong ngày lễ đăng quang năm 1953, trên đầu đội Vương miện Nhà nước Đế chế.

Sức khỏe của Quốc vương George VI trở nên suy yếu vào năm 1951 và Elizabeth bắt đầu xuất hiện thường xuyên trong những sự kiện công cộng thay thế cho cha mình. Tháng 10 cùng năm, bà có chuyến thăm đến Canada và viếng thăm Tổng thống Hoa Kỳ, Harry S. Truman, tại Washington, D.C.; trong chuyến thăm đó, Vương nữ đã mang theo mình bản thảo tuyên bố lên ngôi phòng khi Quốc vương qua đời khi bà không có mặt ở Vương quốc Anh. Đầu năm 1952, Elizabeth và Philip có chuyến thăm đến Úc và New Zealand đi qua Kenya. Tại Sagana Lodge, cách Nairobi 100 dặm về phía bắc, tin dữ về cái chết của vua cha đến tai Elizabeth vào ngày 6 tháng 2. Philip là người báo tin này cho Tân Nữ vương. Martin Charteris, khi đó là Thư ký Trợ lý riêng của bà, đã hỏi bà muốn chọn tên gì để làm niên hiệu và được bà hồi đáp: "Elizabeth, tất nhiên". Elizabeth ngay lập tức được tuyên bố trở thành Nữ vương tại nhiều quốc gia nơi bà được thừa kế ngai vàng và phái đoàn Vương thất nhanh chóng quay lại Vương quốc Anh. Tân Nữ vương và Công tước Edinburgh chuyển sang sống tại Điện Buckingham.
Trong lúc chuẩn bị cho lễ đăng quang, em gái của bà là Vương nữ Margaret thông báo với chị mình rằng cô muốn kết hôn với Peter Townsend, một thường dân đã ly dị lớn hơn Margaret 16 tuổi và có hai đứa con riêng. Nữ vương yêu cầu họ chờ thêm một năm; mà theo lời của Martin Charteris, "Nữ vương rất thông cảm với Vương nữ, nhưng tôi cho rằng bà đã nghĩ—bà hy vọng—với thời gian, mối tình này rồi sẽ phai nhạt". Sau khi bị sự phản đối của các thủ tướng trong Khối thịnh vượng chung và lời đe dọa từ chức của một bộ trưởng nước Anh nếu Margaret và Townsend kết hôn, Margaret đã quyết định từ bỏ ý định.
Dù bà nội của Nữ vương là Thái hậu Mary mất vào ngày 24 tháng 3 năm 1953, Lễ Đăng quang của Nữ vương vẫn được tiến hành tại Tu viện Westminster vào ngày 2 tháng 6 năm 1953, theo ước nguyện của Thái hậu. Toàn bộ buổi lễ, ngoại trừ lễ xức dầu và ban thánh thể, đã được truyền hình khắp Khối thịnh vượng chung và ước đoán có khoảng 20 triệu người xem ở Anh và 12 triệu người khác theo dõi qua radio. Nữ vương Elizabeth II mặc chiếc đầm do Norman Hartnell thiết kế, có đính những biểu tượng hoa của các quốc gia thuộc Khối thịnh vượng chung: hoa hồng Tudor của nước Anh, cây kế của Scotland, tỏi tây của Wales, cây lá chụm hoa của Ireland, cây keo của Úc, lá phong của Canada, dương xỉ của New Zealand, protea của Nam Phi, hai đóa hoa sen đại diện cho Ấn Độ và Ceylon và cây lúa mì, cây bông và cây đay của Pakistan.

### Sự phát triển của Khối thịnh vượng chung

Các vương quốc của Elizabeth (màu đỏ nhạt và màu hồng) và các lãnh thổ và các bảo hộ của họ (màu đỏ sẫm) vào đầu thời kỳ trị vì của bà vào năm 1952.

Nữ vương Elizabeth, trong suốt cuộc đời mình, đã chứng kiến sự thay đổi không ngừng từ đế quốc Anh cũ sang Khối Thịnh vượng chung Anh mới, rồi đến Khối thịnh vượng chung các Quốc gia. Thời điểm Nữ vương Elizabeth lên ngôi năm 1952, vai trò nguyên thủ trên danh nghĩa của các quốc gia độc lập của bà đã được thiết lập. Trong thời kỳ 1953–1954, Nữ vương và phu quân đã thực hiện chuyến đi vòng quanh thế giới trong sáu tháng. Bà trở thành Nữ vương Úc và New Zealand đang trị vì đầu tiên đến thăm quốc gia này. Trong chuyến thăm, rất nhiều người đến chứng kiến; ước tính có ba phần tư dân số Úc đến để chiêm ngưỡng Nữ vương. Trong thời gian trị vì, Nữ vương Elizabeth đã thực hiện nhiều chuyến viếng thăm đến nước ngoài, cũng như nhiều chuyến thăm đến từng quốc gia thuộc Khối thịnh vượng, trong đó có việc tham dự tất cả những Cuộc họp những người đứng đầu Chính phủ Khối thịnh vượng chung Anh (CHOGM). Elizabeth II là nguyên thủ quốc gia đi thăm viếng nhiều nhất trong lịch sử.
Năm 1956, Thủ tướng Pháp Guy Mollet và Thủ tướng Anh Ngài Anthony Eden đã bàn về khả năng Pháp liên minh với Vương quốc Anh; một trong những ý tưởng đó là Nữ vương Elizabeth II sẽ trở thành nguyên thủ quốc gia của Pháp. Mollet "đã cho rằng không có khó khăn gì khi chấp nhận sự lãnh đạo của Vương thượng". Lời đề nghị này chưa bao giờ được chấp nhận và vào năm sau đó, Pháp đã ký Hòa ước Roma. Tháng 11 cùng năm, Anh và Pháp tấn công Ai Cập trong một nỗ lực không thành cuối cùng nhằm chiếm giữ kênh đào Suez. Bá tước Mountbatten xứ Miến Điện đã tuyên bố rằng Nữ vương phản đối cuộc xâm lược, mặc dù Thủ tướng Eden phủ nhận điều đó. Hai tháng sau Eden từ chức.

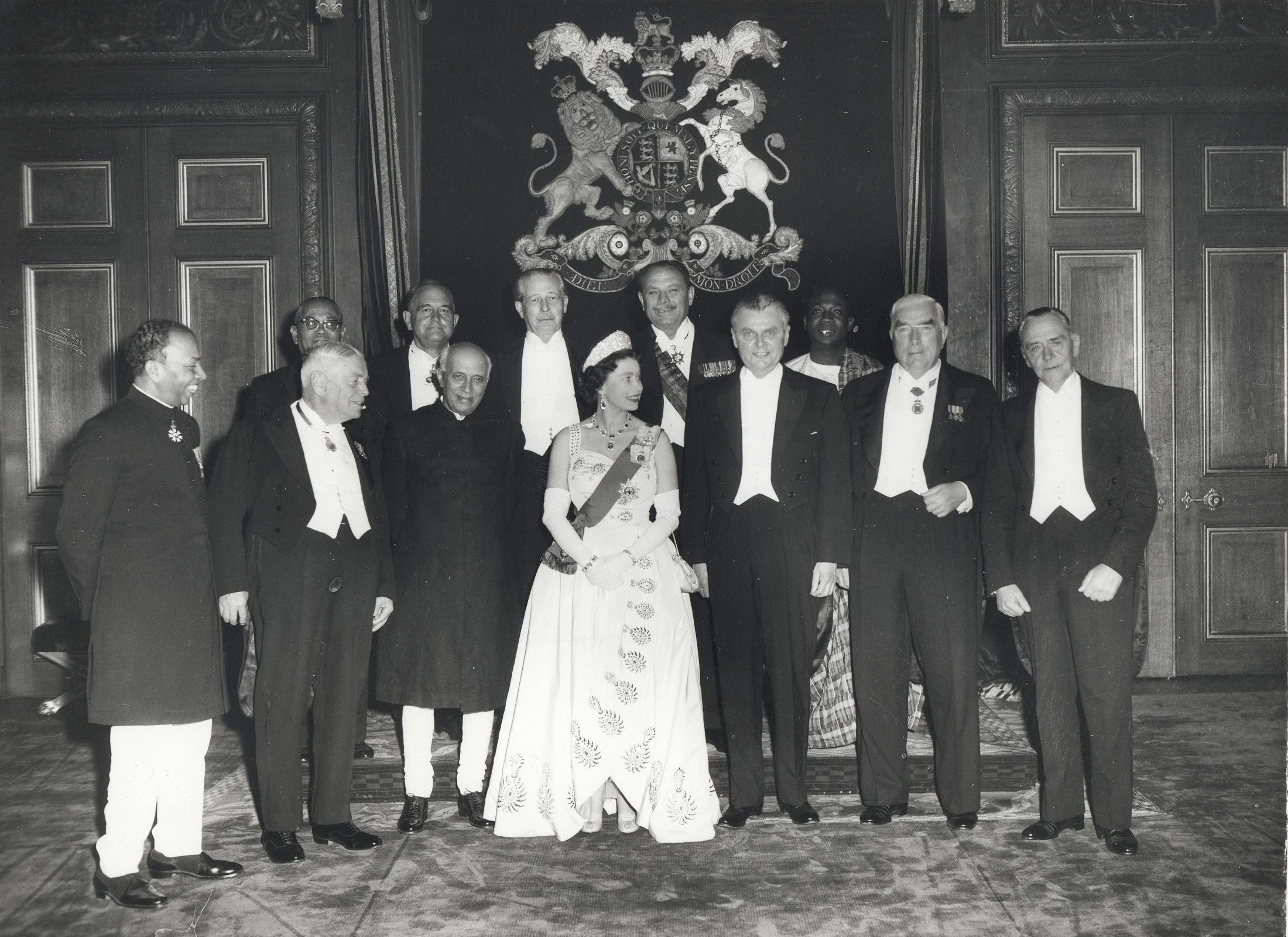
Elizabeth II và các nhà lãnh đạo Khối thịnh vượng chung tại Hội nghị Khối thịnh vượng chung năm 1960.

Sự thiếu vắng một cơ chế nghi thức trong Đảng Bảo thủ nhằm chọn ra một vị lãnh đạo có nghĩa là, sau khi Eden từ chức, Nữ vương có toàn quyền quyết định người thành lập chính phủ. Eden khuyên Elizabeth tham vấn Lord Salisbury (Chủ tịch Hội đồng Mật viện). Lord Salisbury và Lord Kilmuir (Đại pháp quan) đã tham vấn Nội các, Winston Churchill và Chủ tịch Ủy ban 1922, kết quả là Nữ vương đã chỉ định ứng cử viên do họ đề xuất: Harold Macmillan. Sáu năm sau, đến phiên Macmillan từ chức và khuyên Nữ vương chỉ định Bá tước xứ Home làm Thủ tướng, bà cũng làm theo lời khuyên này. Trong cả hai năm 1957 và 1963, Nữ vương đã chịu sự chỉ trích vì đã chỉ định Thủ tướng theo lời khuyên của một nhóm nhỏ bộ trưởng, hoặc chỉ theo lời một người duy nhất. Năm 1965, Đảng Bảo thủ đã đưa vào cơ chế nghi thức để chọn người đứng đầu, vì vậy bà không còn phải làm nhiệm vụ này nữa.
Cuộc khủng hoảng Suez và sự lựa chọn người kế nhiệm Eden đã dẫn đến sự chỉ trích thực sự đầu tiên vào cá nhân Nữ vương vào năm 1957. Trong một tạp chí do Lord Altrincham sở hữu và biên tập, ông cáo buộc bà là "xa cách". Altrincham đã bị những nhân vật nổi tiếng lên án và bị một số người hành hung vì tức giận với lời phát biểu của ông. Bà có chuyến viếng thăm đến Hoa Kỳ vào cùng năm và có bài phát biểu tại Đại hội đồng Liên Hợp Quốc. Cũng trong dịp đó bà đã khai mạc Nghị viện Canada thứ 23, trở thành vị quân chủ Canada đầu tiên khai mạc một phiên nghị viện. Hai năm sau, bà lại đến thăm Canada và Hoa Kỳ. Năm 1962, bà đến Síp, Ấn Độ, Pakistan, Nepal và Iran. Trong chuyến thăm Ghana, bà đã từ chối giữ khoảng cách với Tổng thống Kwame Nkrumah, dù ông là mục tiêu của những kẻ ám sát. Harold Macmillan khi đó đã viết: "Nữ vương hoàn toàn quyết đoán trong chuyện đó. Bà cảm thấy thiếu kiên nhẫn với thái độ xem bà giống như một ngôi sao điện ảnh... Bà đã thực sự là 'trái tim và dạ dày của một người đàn ông'... Bà yêu công việc của mình và xứng đáng là một Nữ vương".
Hai lần Nữ vương Elizabeth mang thai Vương tử Andrew và Edward, năm 1959 và 1963, là những lần duy nhất Elizabeth không xuất hiện để khai mạc Nghị viện khi bà trị vì. Bà đã ủy nhiệm quyền đó cho Đại pháp quan. Elizabeth đã khai trương đường dây điện thoại xuyên Đại Tây Dương đầu tiên của Canada (một phần trong số đó đã được điều chỉnh để kết nổi tất cả các quốc gia Khối thịnh vượng chung với nhau) năm 1961, với việc gọi cho Thủ tướng Canada, John Diefenbaker, từ Điện Buckingham và nói "Ông có đó không, ông Thủ tướng?". Năm 1965, Thủ tướng Rhodesia Ian Smith đơn phương tuyên bố độc lập khỏi Anh quốc. Mặc dù Nữ vương đã cách chức Smith trong một tuyên bố chính thức và cộng đồng quốc tế áp lệnh trừng phạt cho Rhodesia, chế độ của Smith vẫn tồn tại thêm 11 năm nữa.
Năm 1969, Elizabeth đã gửi một trong 73 Thông điệp Chúc mừng Apollo 11 đến NASA do sự kiện lịch sử lần đầu tiên đổ bộ lên Mặt Trăng; thông điệp này được khắc lên một đĩa silicon nhỏ hiện vẫn nằm trên Mặt Trăng. Sau đó bà đã gặp phi hành đoàn trong chuyến đi thăm các nước trên thế giới của họ. Năm 1976, bà trở thành quân vương đầu tiên gửi thư điện tử.
Tháng 2 năm 1974, một kết quả tổng tuyển cử bất phân thắng bại của Anh dẫn tới việc, về lý thuyết, Thủ tướng sắp mãn nhiệm, Edward Heath, người thuộc đảng thắng đa số phiếu phổ thông, có thể tiếp tục tại vị nếu ông hình thành một chính phủ liên minh với Đảng Tự do. Thay vì lập tức từ chức Thủ tướng, Heath đã xem xét lựa chọn này và chỉ từ chức sau khi cuộc thảo luận để hình thành chính phủ liên hiệp thất bại, sau đó Nữ vương đã yêu cầu Thủ lĩnh Phe đối lập, Harold Wilson của Đảng Lao động, thành lập chính phủ.
Một năm sau, tại cao trào của cuộc khủng hoảng lập hiến Úc 1975, Thủ tướng Gough Whitlam bị Toàn quyền Ngài John Kerr bãi nhiệm khi đề xuất ngân sách của Whitlam bị Thượng viện do phe đối lập điều khiển bác bỏ. Phát ngôn viên Hạ viện Úc, Gordon Scholes, đã thay mặt hạ viện thỉnh cầu Nữ vương đảo ngược quyết định của Kerr, trên cơ sở Đảng Lao động của Whitlam vẫn nhận được sự tín nhiệm của quốc hội. Elizabeth từ chối, cho rằng việc can thiệp vào chính trường là không thích hợp đối với bà mà theo Hiến pháp Úc nó là quyền hạn của Toàn quyền. Cuộc khủng hoảng này đã kích thích chủ nghĩa cộng hòa ở Úc.

### Lễ kỷ niệm 25 năm

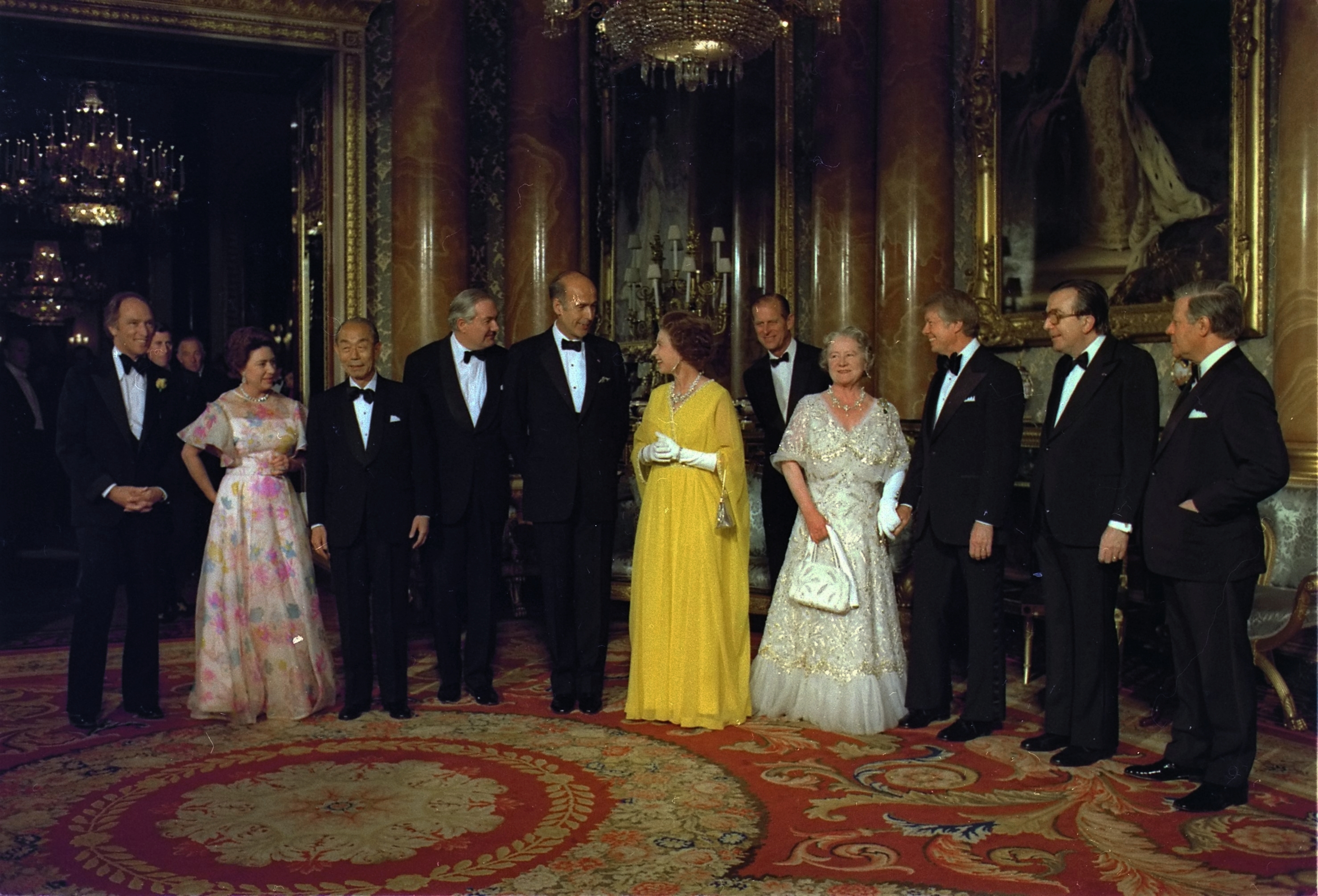
Lãnh đạo các nước G7, thành viên hoàng gia và Elizabeth (giữa), London, 1977.

Năm 1977, Nữ vương Elizabeth đánh dấu Lễ kỷ niệm 25 năm trị vì. Nhiều sự kiện được tổ chức ở các quốc gia khác nhau trong chuyến thăm đến các nước thuộc Khối thịnh vượng chung của Nữ vương, trong đó có lễ tạ ơn tại Nhà thờ chính tòa Thánh Phao-lô trong đó có sự tham dự của các chức sắc quý tộc và các nguyên thủ quốc gia khác. Những bữa tiệc đã được tổ chức trên khắp các vương quốc Khối thịnh vượng chung, đỉnh điểm là một vài Ngày kỷ niệm (Jubilee Days) ở Vương quốc Anh vào tháng 6. Tại nước Anh, những con tem kỷ niệm đã được phát hành. Đường Lễ kỷ niệm 25 năm (Jubilee Line) tại Tàu điện ngầm Luân Đôn (dù đến năm 1979 mới mở cửa) được đặt theo tên của lễ kỷ niệm này, cũng như một vài địa điểm và không gian công cộng khác, như Vườn Jubilee ở Bờ Nam Luân Đôn. Tại Canada, Huy hiệu Kỷ niệm 25 năm trị vì Nữ vương Elizabeth II đã được phát hành. Năm 1978, bà đón nhận chuyến thăm của vị lãnh tụ cộng sản Rumani, Nicolae Ceauşescu và năm sau là hai xảy ra hai sự kiện lớn: một là việc phát hiện ra Anthony Blunt, Thanh tra Bộ tranh của Nữ vương, là một điệp viên cộng sản; vụ còn lại vụ ám sát người họ hàng bên chồng Bá tước Mountbatten xứ Miến Điện do Quân đội Cộng hòa Ireland Lâm thời thực hiện.
Theo Paul Martin, Sr. vào cuối những năm 1970, Nữ vương rất lo lắng rằng vương thất "không còn mấy ý nghĩa" đối với Thủ tướng Canada Pierre Trudeau. Tony Benn nói rằng Nữ vương nhận thấy Trudeau "khá thất vọng". Điều này có thể là do những trò khôi hài của ông, như trượt xuống lan can tại Điện Buckingham hay múa xoay tròn sau lưng bà vào năm 1977, cũng như tước bỏ nhiều biểu tượng Vương thất Canada trong nhiệm kỳ của ông. Martin—cùng với John Roberts và Mark MacGuigan—được cử tới Anh năm 1980 để bàn về việc thay đổi Hiến pháp Canada. Nữ vương rất quan tâm đến cuộc tranh luận về hiến pháp, đặc biệt sau sự thất bại của Bill C-60, có thể ảnh hưởng đến vai trò quân chủ của bà. Tất cả các bên đều nhận thấy Nữ vương "được báo cáo cặn kẽ về nội dung và chính trị của trường hợp hiến pháp Canada hơn bất kỳ chính trị gia hoặc nhân viên chính phủ nào". Kết quả của việc thay đổi hiến pháp là vai trò của nghị viện Anh trong hiến pháp Canada bị xóa bỏ, nhưng ngôi vị quân chủ thì vẫn được duy trì. Trudeau nói trong hồi ký của ông: "Nữ vương đã ủng hộ nỗ lực cải cách Hiến pháp của tôi. Tôi luôn ấn tượng không chỉ bởi phong thái của bà trước công chúng, mà còn bởi trí tuệ mà bà thể hiện trong những cuộc đối thoại riêng tư".

### Thập niên 1980

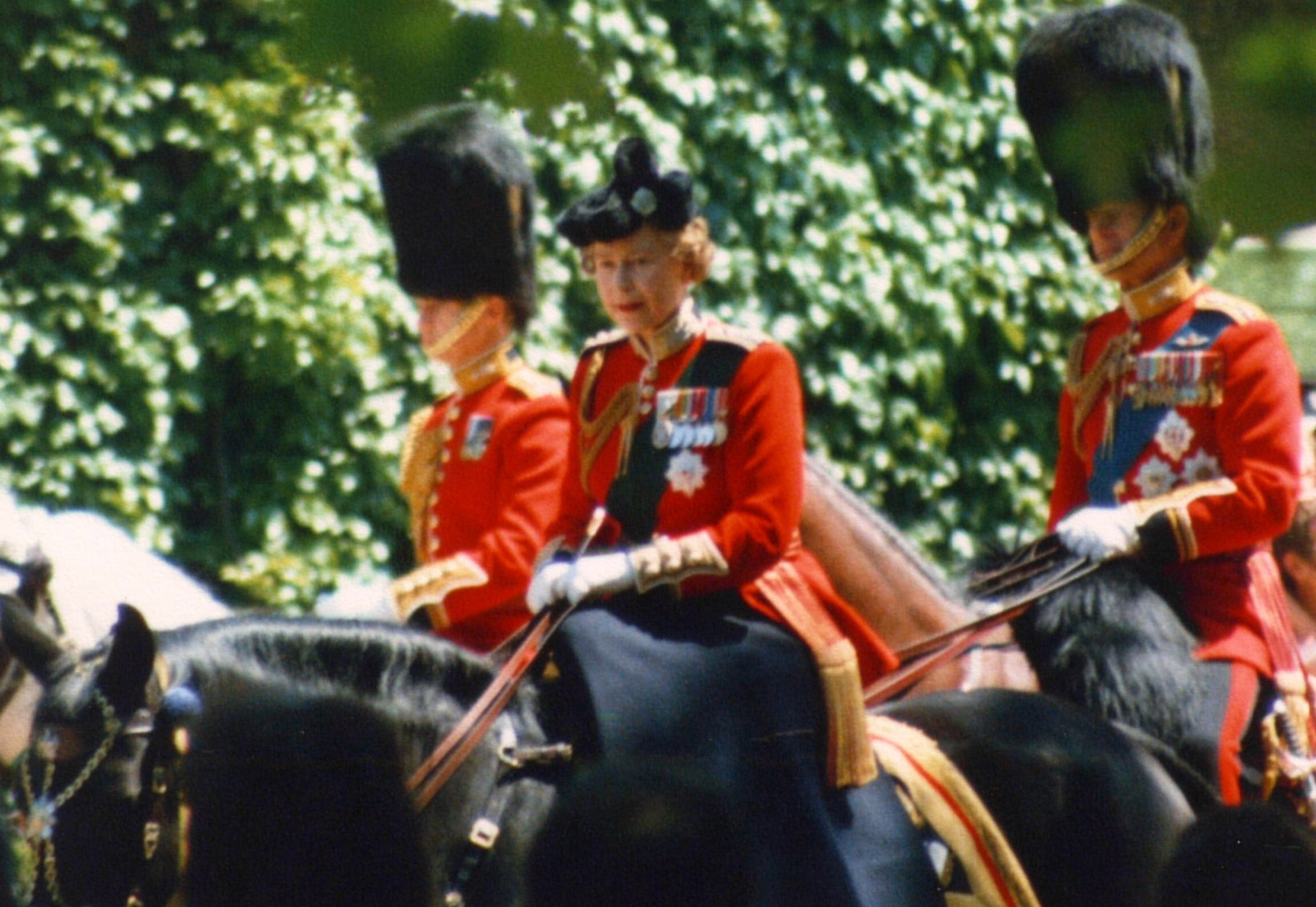
Elizabeth cưỡi chú ngựa Burmese tại buổi lễ Trooping the Colour năm 1986.

Sự dũng cảm của Nữ vương Elizabeth, cùng tài nghệ cưỡi ngựa của bà đã được thể hiện trong buổi lễ Trooping the Colour hàng năm năm 1981. Đã có sáu phát súng nhắm vào bà từ khoảng cách gần khi bà đang cưỡi ngựa dọc theo The Mall. Bà vẫn điều khiển con ngựa Burmese của mình đi tiếp. Các nhà báo đã vô cùng ngạc nhiên trước vụ tấn công vào mạng sống Nữ vương, cho dù sau đó người ta điều tra được đó chỉ là những phát súng chỉ thiên. Hạ viện Canada ấn tượng với màn trình diễn của Nữ vương đến nỗi họ đã thông qua văn bản ca ngợi sự điềm tĩnh của bà. Năm sau đó, Nữ vương lại gặp một tình huống nguy hiểm khi bà thức dậy trong phòng ngủ ở Điện Buckingham và thấy một người lạ, Michael Fagan, đang ở trong phòng của bà. Vẫn bình tĩnh, trong khoảng mười phút và qua hai cuộc điện thoại đến tổng đài cảnh sát của cung điện, Elizabeth đã nói chuyện với Fagan khi tên này đang ngồi ở chân giường cho đến khi trợ lý của bà ập đến. Từ tháng 4 đến tháng 9 cùng năm, Nữ vương rất lo lắng nhưng tự hào về con trai của bà, Vương tử Andrew, người đang phục vụ trong quân đội Anh trong Chiến tranh Falkland. Mặc dù bà đã từng đón Tổng thống Ronald Reagan tại Lâu đài Windsor năm 1982 và đến thăm trang trại của ông ở California năm 1983, bà vẫn biểu lộ sự tức giận khi chính quyền ông này ra lệnh xâm lược Grenada, một trong những vương quốc của bà ở Caribe.

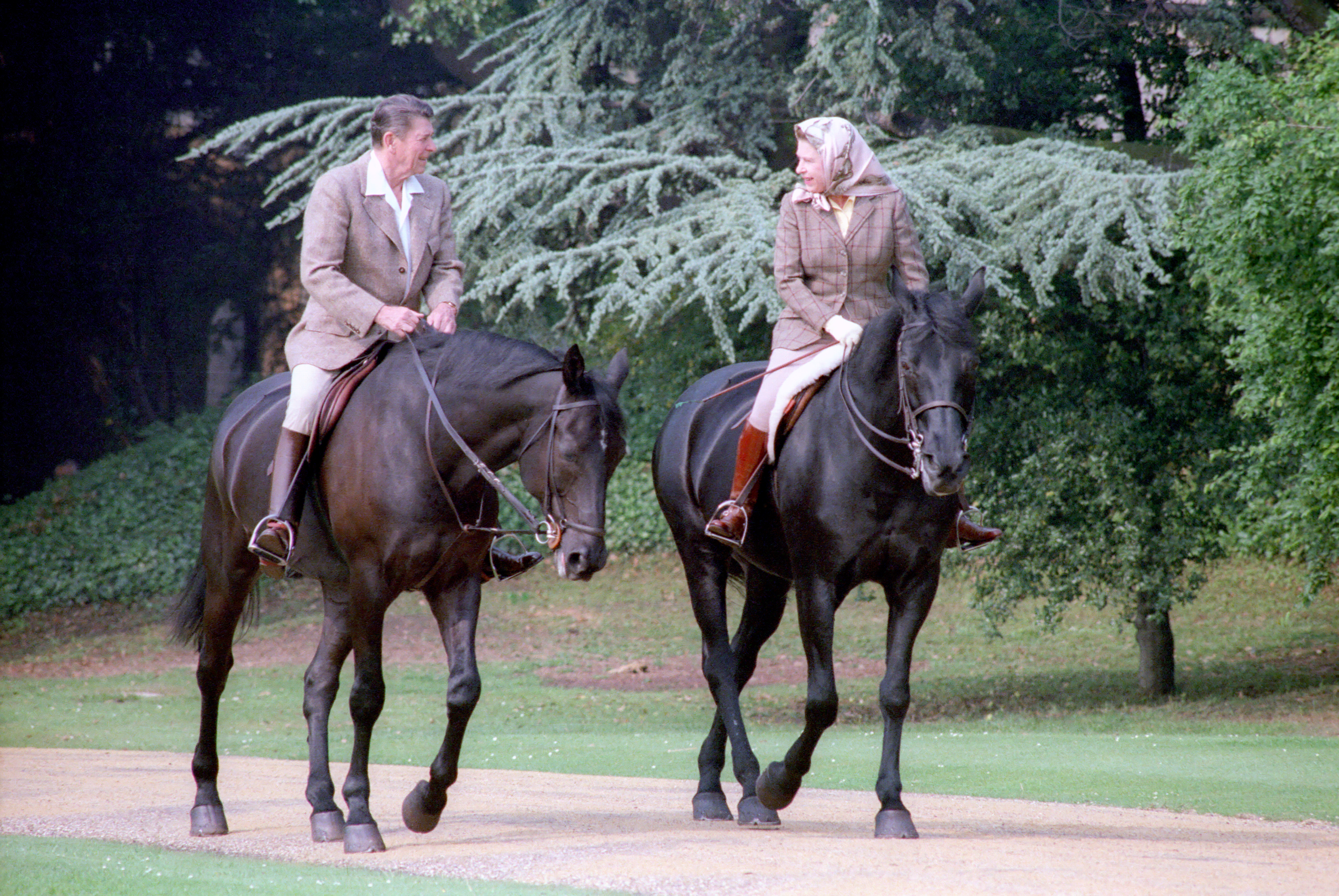
Nữ vương và Tổng thống Reagan cưỡi ngựa tại Windsor, tháng 6 năm 1982

Trong nhiệm kỳ của Thủ tướng Anh Quốc Margaret Thatcher vào những năm 1980, có lời đồn rằng Nữ vương lo ngại rằng chính sách kinh tế của Thatcher sẽ thúc đẩy sự phân hóa xã hội và được báo động về tình trạng thất nghiệp cao, một loạt vụ bạo động, tình trạng bạo lực trong một cuộc biểu tình của thợ mỏ. và sự từ chối thi hành sắc lệnh chống lại chế độ apartheid ở Nam Phi của Thatcher Thatcher đã nói với Brian Walden, "Nữ vương là người phụ nữ có thể sẽ bỏ phiếu cho Đảng Dân chủ Xã hội". Những báo cáo về mối quan hệ căng thẳng giữa Nữ vương Elizabeth và Thatcher trong suốt thời kỳ này đánh giá khác nhau về sự khác biệt giữa hai người và mức độ căng thẳng do khác biệt về chính sách, hoặc sự xung đột tính cách. Thái độ của Nữ vương đối với Thatcher thậm chí còn được mô tả là "ghét cay ghét đắng". Mặc cho những suy đoán như vậy, Thatcher sau này vẫn bày tỏ sự ngưỡng mộ Nữ vương và thể hiện niềm tin rằng cái ý tưởng về sự xung đột giữa hai người chỉ là sự bịa đặt vì họ đều là phụ nữ với nhau. Trong bộ phim phóng sự của BBC Queen & Country (Nữ vương và Đất nước), Thatcher đã mô tả Nữ vương là "tuyệt diệu" và là một "quý bà hoàn hảo" "luôn biết mình phải nói cái gì", cụ thể là ám chỉ cuộc họp cuối cùng với vai trò thủ tướng với Elizabeth. Trái ngược với những báo cáo về sự thù địch giữa hai người, sau khi Thatcher không tham gia chính trị nữa, Nữ vương Elizabeth đã phong cho bà hai món quà cá nhân từ Nữ vương: Order of Merit và Order of the Garter. Cả Nữ vương và Vương tế Philip đều tham dự tiệc sinh nhật lần thứ 80 của Thatcher. Sau này, Nữ vương và Vương tế cũng tham dự tang lễ của bà Thatcher (2013)
Năm 1991, bà trở thành quân chủ Anh đầu tiên đọc diễn văn trước buổi họp chung của Quốc hội Hoa Kỳ. Năm sau, bà cố gắng cứu vớt sự hôn nhân thất bại của con trưởng của bà, thái tử Charles, bằng cách khuyên nhủ ông và vợ, Diana, Vương phi xứ Wales, hàn gắn sự khác biệt giữa họ. Bà không thành công và cặp vợ chồng đã chính thức ly thân.

### Thập niên 1990
Năm 1991, sau chiến thắng của liên quân trong Chiến tranh vùng Vịnh, Nữ vương trở thành Quốc vương Anh đầu tiên phát biểu tại một cuộc họp chung của Quốc hội Hoa Kỳ.

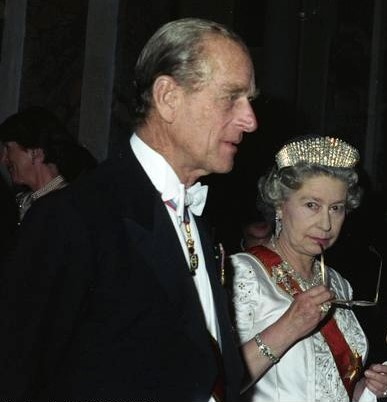
Philip và Elizabeth ở Đức, tháng 10 năm 1992.

Nữ vương đã gọi năm 1992 là một "năm tồi tệ" (nguyên văn: annus horribilis) của bà trong bài phát biểu ngày 24 tháng 11 năm 1992. Đây là năm chứng kiến con gái của bà ly dị, con trai cả ly thân và con trai thứ hai gặp trục trặc trong hôn nhân. Lâu đài Windsor bị thiệt hại nặng sau vụ cháy và chế độ quân chủ ngày càng bị chỉ trích và bị công chúng dòm ngó. Trong bài phát biểu cá nhân khá bất thường, bà nói rằng bất kỳ một thể chế nào cũng phải đón nhận sự chỉ trích nhưng lại đặt câu hỏi, "Không thể nào làm [chỉ trích] mà không có tí hài hước, lịch sự và thấu hiểu được hay sao?"
Những năm tiếp theo, tình trạng hôn nhân của Thân vương và Vương phi xứ Wales càng bị tiết lộ ra công chúng nhiều hơn. Cuối cùng, sau khi tham vấn Thủ tướng Anh John Major, Tổng giám mục xứ Canterbury George Carey, thư ký riêng Robert Fellowes của Nữ vương và phu quân, bà đã viết thư gửi cho cả Charles và Diana nói rằng giờ đây ly dị là điều cần thiết. Một năm sau khi ly dị, Diana thiệt mạng trong một vụ tai nạn xe hơi ở Paris vào ngày 31 tháng 8 năm 1997. Thời điểm đó, Nữ vương đang đi nghỉ ở Balmoral với con trai và các cháu. Với niềm thương tiếc, hai con trai của Diana muốn tham dự lễ nhà thờ, vì vậy bà và phu quân đã đưa hai Vương tôn đi ngay vào sáng hôm đó. Trong năm ngày, Nữ vương và Vương tế đã bảo vệ những người cháu của họ khỏi sự tò mò của đám phóng viên bằng cách lưu chúng lại Balmoral, nơi có chốn riêng tư để buồn nhớ. Sự ẩn dật của Vương thất khiến công chúng thất vọng. Chịu áp lực từ gia đình, bạn bè, tân Thủ tướng Anh Tony Blair và phản ứng từ công chúng, Nữ vương đã đồng ý có buổi phát sóng trực tiếp cho thế giới vào ngày 5 tháng 11. Trong buổi truyền hình đó, bà bày tỏ sự ngưỡng mộ đối với Diana và cảm xúc "của một người bà" đối với hai tiểu Vương tôn William và Harry. Thái độ của công chúng đã thay đổi từ tiêu cực sang kính trọng sau buổi phát hình đó.
Ban đầu người ta cho rằng Nữ vương Elizabeth có mối quan hệ rất tốt với Tony Blair, trong năm năm đầu tiên ông làm Thủ tướng từ 1997 đến 2002. Tuy nhiên, có bằng chứng cho thấy mối quan hệ của họ xấu dần qua năm tháng, cho đến tháng 5 năm 2007, Nữ vương được tiết lộ đã "tức giận và thất vọng" trước những hành động của Blair, đặc biệt là những gì bà được chứng kiến là sự thờ ơ đối với các vấn đề nông nghiệp, cũng như cách hành xử quá bình dân (ông yêu cầu Nữ vương gọi ông là "Tony") và khinh thường di sản truyền thống của nước Anh. Người ta đồn rằng Nữ vương Elizabeth đã bày tỏ sự quan tâm đến việc Quân lực Anh đã bị lạm dụng quá đáng, đặc biệt tại Iraq và Afghanistan, cũng như "ngạc nhiên" trước việc Blair thay đổi buổi họp hàng tuần với bà từ chiều thứ 3 sang chiều thứ 4. Bà được cho là đã liên tục nêu lên những vấn đề này với Blair tại cuộc họp của họ, mặc dù bà chưa bao giờ tiết lộ quan điểm của bà về Chiến tranh Iraq. Mối quan hệ giữa Nữ vương và Công tước của Edinburgh với Blair và vợ ông, Cherie, được báo cáo là khá xa cách, khi hai cặp này rất ít khi cùng xuất hiện trước công chúng. Tuy nhiên, Elizabeth rõ ràng ngưỡng mộ những nỗ lực của Blair trong việc giành được hòa bình tại Bắc Ireland.

### Lễ kỷ niệm 50 năm trị vì đến nay

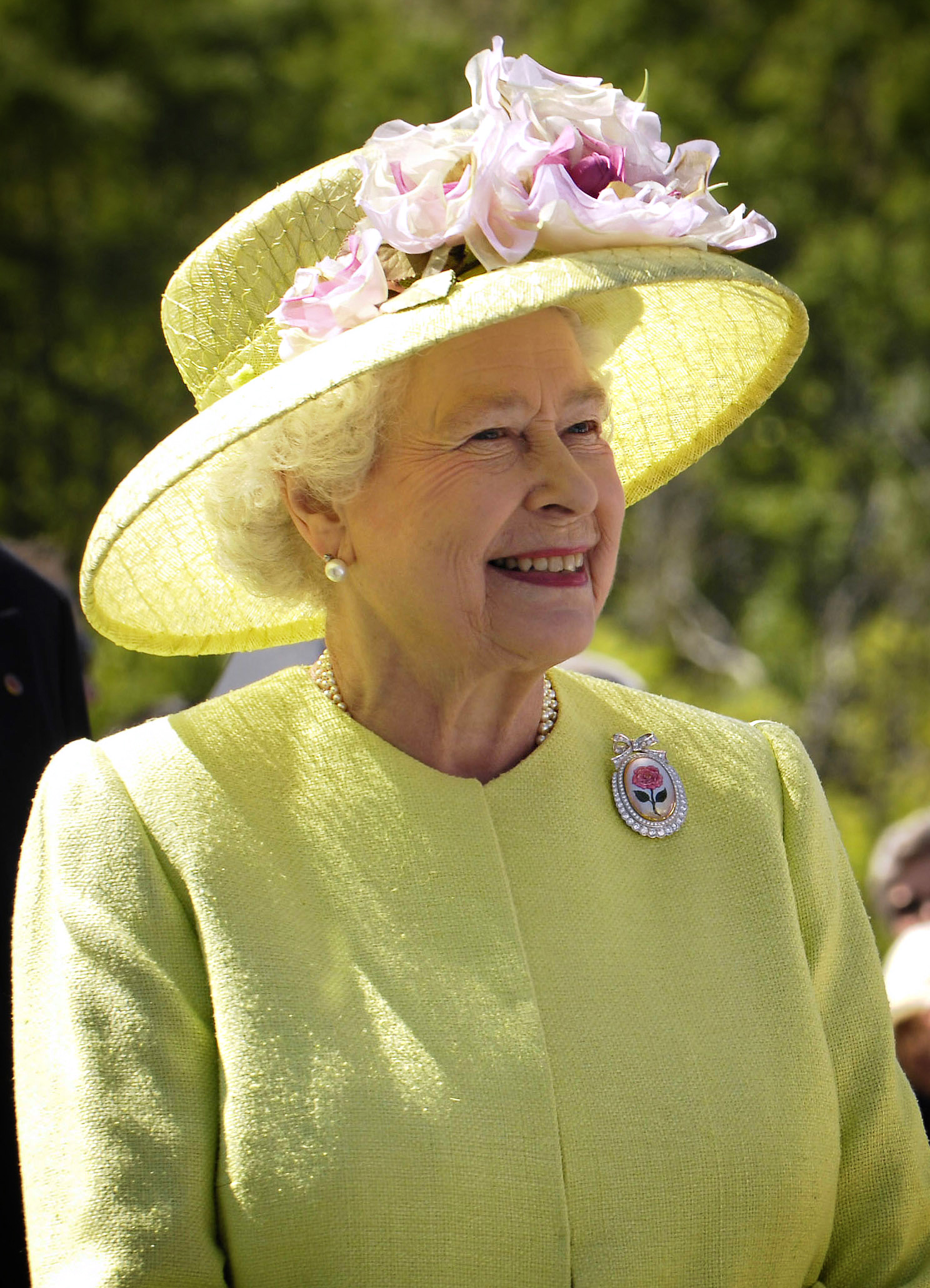
Elizabeth chào mừng các nhân viên NASA tại Goddard Space Flight Center, Maryland, tháng 5 năm 2007.

Năm 2002, Nữ vương Elizabeth đánh dấu lễ kỷ niệm 50 năm từ khi lên ngôi Nữ vương. Một lần nữa bà lại tổ chức nhiều cuộc viếng thăm đến các vương quốc của mình, bắt đầu từ Jamaica vào tháng 2, tại đó bà đã gọi bữa tiệc chia tay là "rất đáng nhớ" khi điện bỗng dưng bị cắt khiến cho King's House, nơi ở chính thức của Toàn quyền, chìm trong bóng tối. Mặc dù những buổi lễ ăn mừng của người dân ở Anh có vẻ im ắng hơn so với 25 năm trước, một phần do cái chết của Vương mẫu hậu (mẹ của bà) và em gái bà, Vương nữ Margaret, vào đầu năm, người ta vẫn tổ chức những buổi tiệc đường phố và các sự kiện kỷ niệm ở nhiều địa phương. Cũng như năm 1977, nhiều tượng đài được đặt tên và nhiều món quà được ban phát nhân dịp này, trong đó phải kể đến Trung tâm Tân Truyền thông Báo chí Golden Jubilee ở Đại học Sheridan và Công viên mang tên Nữ vương Elizabeth II ở tỉnh Wildlands, đều ở Canada.

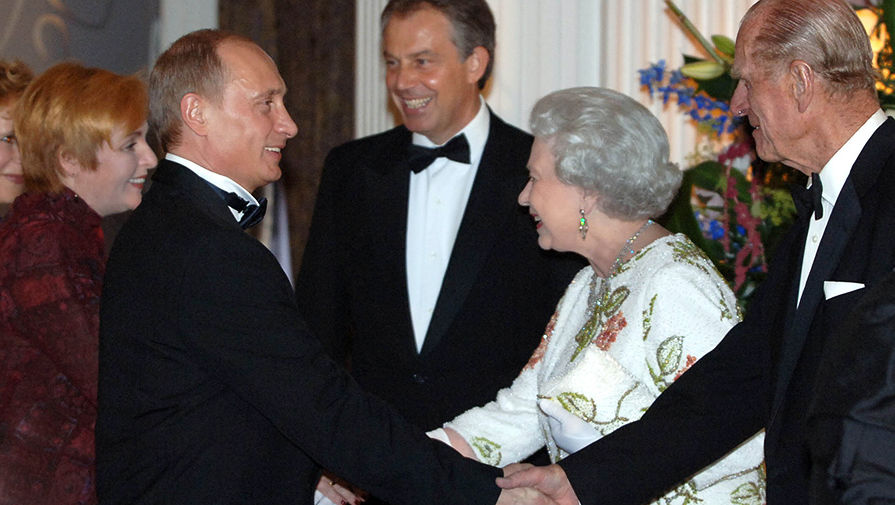
Cuộc gặp gỡ giữa Nữ vương với Vladimir Putin cùng Tony Blair vào năm 2005.

Năm 2005, bà là quân chủ Canada đầu tiên phát biểu tại Hội đồng Lập pháp Alberta; và vào năm 2007, bà là quân chủ Anh đầu tiên phát biểu tại Đại hội đồng Virginia. Nữ vương và Công tước xứ Edinburgh đã tổ chức lễ kỷ niệm 60 năm ngày cưới vào năm 2007 với buổi lễ đặc biệt tại Tu viện Westminster và bữa tối riêng tư do Thân vương xứ Wales tổ chức tại dinh thự Clarence vào ngày 19 tháng 11 và vào ngày hôm sau (đúng ngày kỷ niệm) một bữa dạ tiệc với các thành viên của Vương thất, các Thủ tướng các thời kỳ và những phù dâu và người nâng váy còn sống trong tiệc cưới khi xưa. Ngày 21 tháng 11, Elizabeth và Philip đi du lịch Malta, nơi các thủy thủ của chiếc tàu Hải quân Vương thất đang đậu gần đó đã đứng trên boong xếp thành con số 60.
Ngày 20 tháng 3 năm 2008, tại Nhà thờ chính tòa Thánh Patrick, Armagh của Giáo hội Ireland, Nữ vương đã lần đầu tiên tham dự Lễ Maudy được tổ chức bên ngoài Anh và Wales.

### Sức khỏe và sự giảm bớt trách nhiệm
Thời gian trị vì của Nữ vương lâu hơn cả bốn đời vua trước cộng lại (Edward VII, George V, Edward VIII và George VI). Bà là quân chủ trị vì lâu nhất của Anh, là quân chủ có thời gian trị vì lâu nhất trong các đương kim quân vương của các quốc gia độc lập và là vị quân chủ trị vì nước Anh thọ nhất từ trước đến nay.
Nữ vương Elizabeth đã trở thành nguyên thủ quốc gia Anh sống lâu nhất (vượt qua Richard Cromwell) vào ngày 29 tháng 1 năm 2012, quân chủ trị vì lâu nhất trong lịch sử Anh (vượt qua Victoria của Anh) vào ngày 10 tháng 9 năm 2015 ở tuổi 89 và quân chủ trị vì lâu nhất trong lịch sử châu Âu (vượt qua Quốc vương Louis XIV của Pháp) vào ngày 26 tháng 5 năm 2014, khi đó bà được 88 tuổi.
Nữ vương Elizabeth có sức khỏe tốt trong suốt thời kỳ trị vì của mình. Dù bà vẫn được mô tả là có sức khỏe tuyệt vời và rất hiếm khi có bệnh, bà đã trải qua một số vấn đề sức khỏe trong năm 2005–2006. Tháng 6 năm 2005, Nữ vương đã hủy vài cuộc hẹn gặp sau khi Cung điện nói rằng bà bị cảm nặng. Tháng 10 năm 2006, bà bị vỡ mạch máu ở bên mắt phải, khiến nó có màu đỏ sẫm. Tuy Điện Buckingham không đưa ra bình luận nào, các chuyên gia y tế cho rằng Nữ vương sẽ không phải chịu đau đớn gì cả, bà sẽ trở lại bình thường trong vòng một đến hai tuần và không có hư tổn lâu dài. Tuy nhiên, họ cũng nhắc rằng việc vỡ mạch máu, dù là bình thường ở những người lớn tuổi, có thể là dấu hiệu của bệnh cao huyết áp. Cuối tháng, Nữ vương phải hủy cuộc hẹn khai mạc Sân vận động Emirates mới, vì cơ lưng bị căng khiến bà khó chịu từ cuối kỳ nghỉ của bà ở Lâu đài Balmoral hồi mùa hè. Lưng của Elizabeth khiến mọi người lo lắng nhiều hơn; vào tháng 11 năm 2006, người ta lo rằng Nữ vương có thể sẽ không khỏe để khai mạc Nghị viện Anh và mặc dù bà đã tham dự, người ta đã lập kế hoạch cho trường hợp bà vắng mặt. Tháng 12, có tin đồn rằng sức khỏe của Nữ vương Elizabeth đã giảm sút khi bà có một miếng băng dính trên tay phải, nhiều người cho là bà có thể đã được tiêm tĩnh mạch và đặc biệt là với vấn đề về lưng của bà, do bị loãng xương. Tuy nhiên, sau đó người ta biết được rằng miếng băng dính đó là do một trong hai con corgi cắn vào tay bà khi bà tách chúng ra lúc chúng đang cắn nhau.
Nhân dịp kỷ niệm sinh nhật lần thứ 80, Nữ vương đã nói rõ rằng bà không có ý định thoái vị. Vài năm vừa qua, cả Thân vương xứ Wales, Vương nữ Anne và Vương tôn William (Công tước xứ Cambridge) đều đã từng thay mặt Nữ vương trong một số sự kiện như phong tước và đóng vai trò Cố vấn Quốc gia (đại diện cho triều đình khi Nữ vương đi vắng). Điều này dẫn đến suy đoán trong giới truyền thông Anh rằng Thân vương xứ Wales sẽ bắt đầu đảm nhiệm ngày càng nhiều trọng trách của một quân vương trong khi Elizabeth nghỉ ngơi dần. Tuy nhiên, Điện Buckingham thông báo rằng Nữ vương Elizabeth sẽ tiếp tục phận sự của bà trong tương lai, cả về mặt công chúng lẫn riêng tư.

### Đại lễ 60 năm trị vì và tuổi thọ

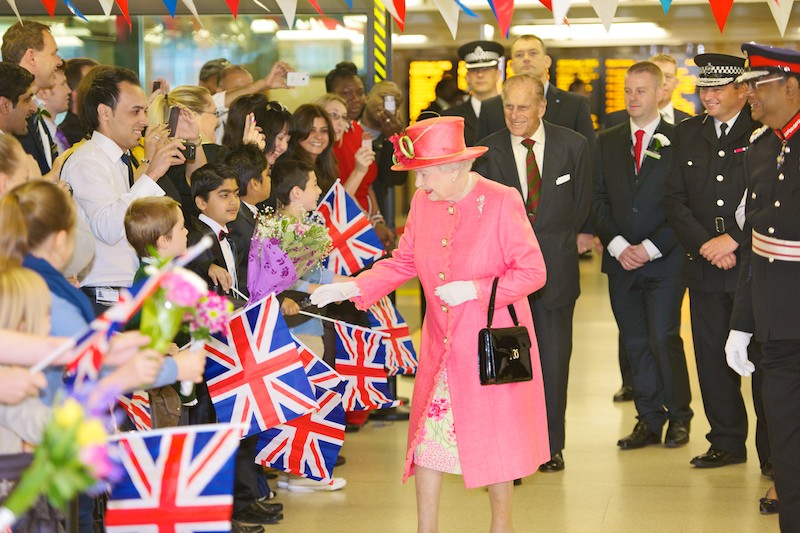
Elizabeth đến thăm Birmingham vào tháng 7 năm 2012 trong khuôn khổ Đại lễ Kim Cương của bà.

Đại lễ Kim Cương của Nữ vương Elizabeth II là một buổi lễ kỷ niệm đa quốc gia trong suốt năm 2012 để đánh dấu mốc 60 năm Nữ vương trị vì ngai vàng bảy quốc gia sau cái chết của cha mình, Quốc vương George VI vào ngày 6 tháng 2 năm 1952. Nữ vương Elizabeth II hiện là quân chủ của 16 quốc gia có chủ quyền (tăng lên từ số 7 quốc gia lúc đầu và được gọi chung là "nhóm Vương quốc Khối Thịnh vượng chung Anh"), 12 nước trong số này trước kia là thuộc địa của Anh hay là nước tự trị phụ thuộc Anh, lúc Nữ vương bắt đầu lên ngôi.
Trước đó, trong Vương thất Anh chỉ mới có Victoria của Anh là từng tổ chức đại lễ Kim cương năm 1897 trong lịch sử Anh  Canada, Úc, New Zealand và vài vương quốc khác trong Khối Thịnh vượng chung Anh. Tiếp nối truyền thống của kỳ đại lễ kim cương trước thì Huy chương Kỷ niệm Lễ kim cương của Nữ vương Anh Elizabeth II sẽ được trao tặng trong một số quốc gia khác nhau và sẽ tổ chức các ngày lễ, sự kiện lớn trong toàn Khối thịnh vượng chung. Các kế hoạch đã được bàn thảo tại Hội nghị Nguyên thủ Khối thịnh vượng chung vào năm 2011.
Nữ vương đã vượt qua bà cố của mình, Victoria của Anh, để trở thành Quốc vương Anh sống lâu nhất vào ngày 21 tháng 12 năm 2007, đồng thời là Quốc vương Anh trị vì lâu nhất và Nữ vương trị vì lâu nhất và nữ nguyên thủ quốc gia trên thế giới vào ngày 9 tháng 9. 2015. Bà trở thành quốc vương lâu đời nhất hiện nay sau khi Quốc vương Abdullah của Ả Rập Saudi băng hà vào ngày 23 tháng 1 năm 2015. Sau đó, bà trở thành quốc vương đương nhiệm lâu nhất và là nguyên thủ quốc gia đương nhiệm lâu nhất sau cái chết của Quốc vương Bhumibol của Thái Lan vào ngày 13 tháng 10 năm 2016, và là nguyên thủ quốc gia lớn tuổi nhất hiện nay khi Tổng thống Zimbabwe Robert Mugabe từ chức vào ngày 21 tháng 11 năm 2017.

## Qua đời
Ngày 8 tháng 9 năm 2022, Cung điện Buckingham thông báo Nữ vương đang được theo dõi y tế tại Lâu đài Balmoral sau khi các bác sĩ bày tỏ quan ngại. Bốn người con của bà, cùng con dâu và Vương tôn William và Vương tôn Harry, đều tề tựu cùng bà. Đúng vào lúc 18 giờ 30 phút tối 8-9 (theo giờ BST), Vương thất Anh thông báo bà qua đời, cùng với hai người con của bà, Charles và Anne ở kế bên chính thức bắt đầu Chiến dịch Cầu Luân Đôn và đồng thời Chiến dịch Kì Lân được tiến hành do bà qua đời tại Scotland.

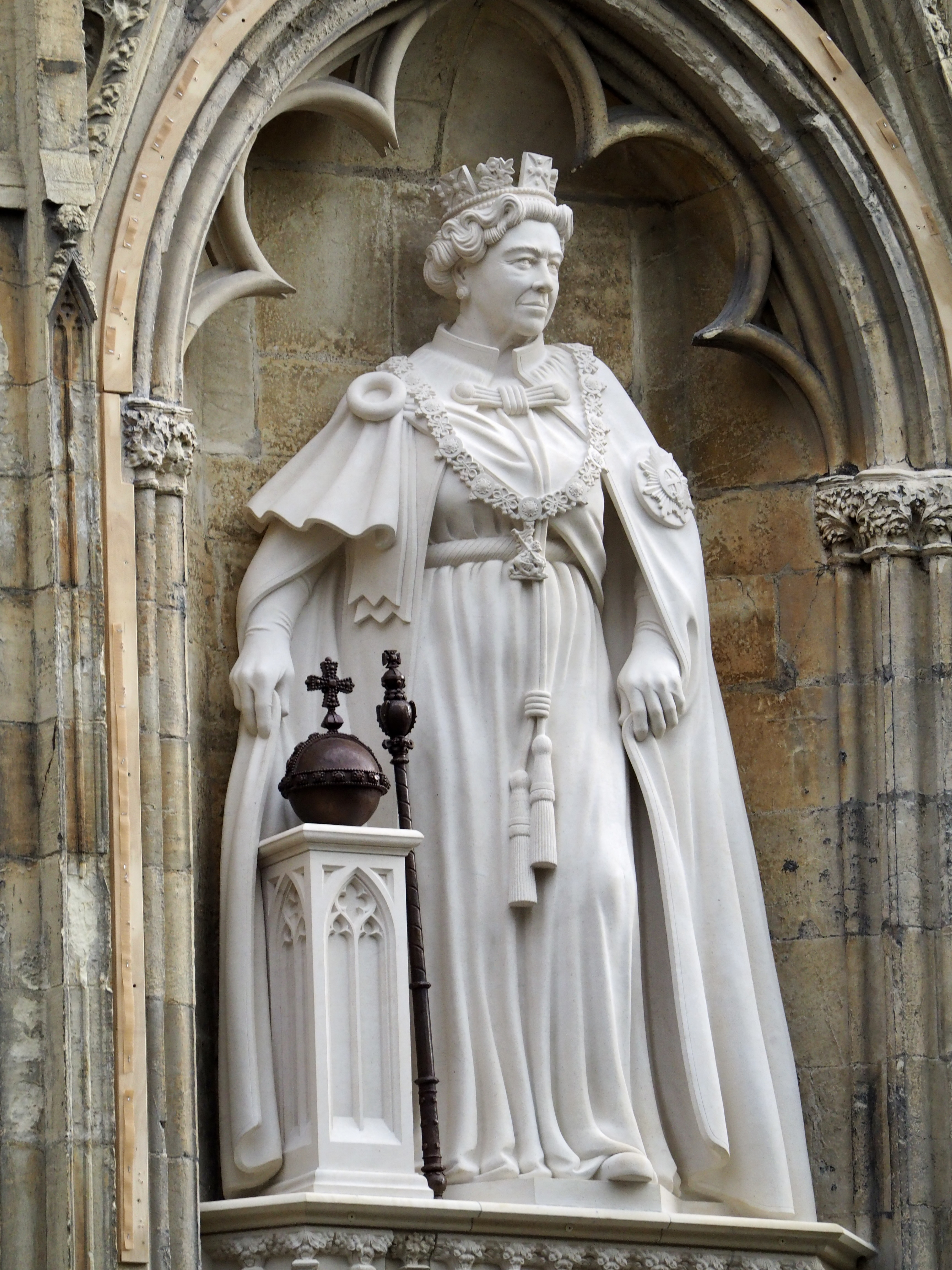
Tượng Nữ vương Elizabeth II, đầu đội Vương miện Kim cương đặt ở mặt tiền phía tây của Nhà thờ York Minster. Được Vua Charles III khánh thành vào ngày 9 tháng 11 năm 2022.

Nữ vương Elizabeth là quốc vương đâu tiên qua đời tại Scotland kể từ khi James V vào năm 1542.

## Hình ảnh và nhân cách trong công chúng

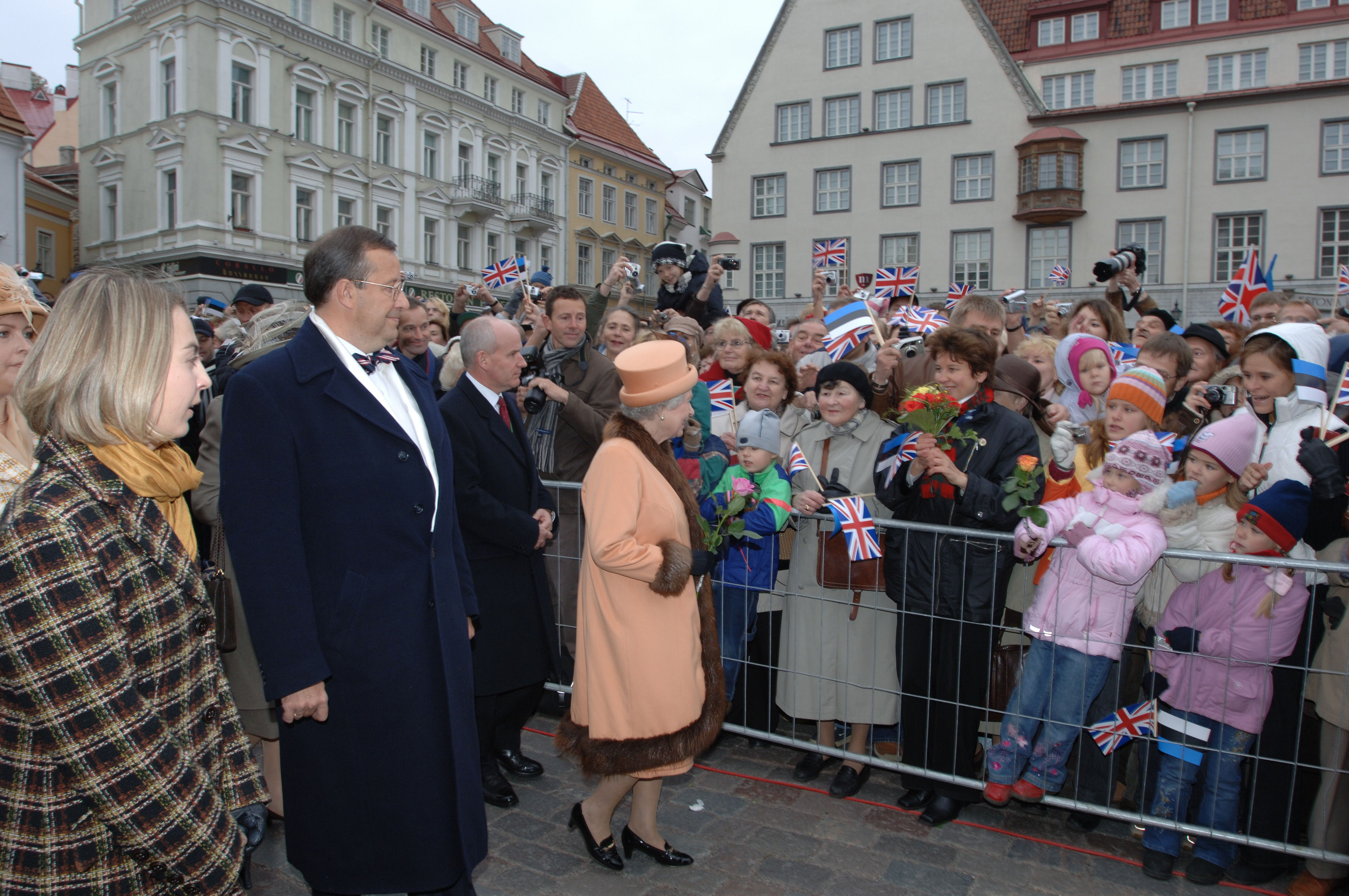
Nữ vương Elizabeth II cùng với Tổng thống Toomas Hendrik Ilve của Estonia, chào đón những người xem tại Tallinn, Estonia, tháng 10 năm 2006.

Nữ vương Elizabeth được minh họa trong một bộ phim bán tiểu sử năm 2006 mang tên The Queen, cũng như nhiều tác phẩm khác nhưng bà hầu như chưa bao giờ thực hiện phỏng vấn với báo chí và rất ít người biết được cảm xúc của bà. Bà nhận thức rất rõ phận sự tôn giáo và công dân của mình và rất nghiêm túc với lời thề khi lên ngôi. Bà có tiếng là người có lối thời trang bảo thủ, gần như lúc nào cũng áo khoác màu trơn, găng tay và chiếc mũ trang trí, khiến bà dễ nhận thấy trong đám đông. Thú vui tiêu khiển chính của bà là đua ngựa, nhiếp ảnh và chó, đặc biệt là những con Pembroke Welsh Corgi của bà.
Những năm 1950, khi còn là một phụ nữ trẻ vừa lên ngôi, Elizabeth được minh họa là một "Nữ vương cổ tích" quyến rũ. Sau thế chiến thứ hai, đó là thời điểm của sự hy vọng, thời kỳ phát triển và thành tựu được gọi là "thời kỳ Elizabeth mới". Lời cáo buộc như của Lord Altrincham vào năm 1957 rằng bà là một "cô nữ sinh hợm hĩnh" là một sự chỉ trích cực kỳ hiếm hoi. Cuối những năm 1960, những nỗ lực nhằm mô tả một hình ảnh của một chủ nghĩa quân chủ hiện đại hơn đã được thực hiện trong phim phóng sự truyền hình Royal Family (Vương thất) và bằng cách cho phát sóng Lễ phong tước Thân vương xứ Wales của Charles. Ngày kỷ niệm 25 năm trị vì của bà, người dân và những lễ hội được tổ chức vô cùng nhiệt tình, nhưng vào những năm 1980 sự chỉ trích của công chúng nhằm vào Vương thất tăng lên, vì đời sống cá nhân và công việc của con cái Elizabeth bị truyền thông soi mói khá kỹ. Uy tín của Nữ vương Elizabeth thấp nhất trong những năm 1990; dưới sức ép của công chúng bà bắt đầu trả thuế thu nhập. Sự bất mãn với chế độ quân chủ lên đến đỉnh điểm với Cái chết của Diana, Vương phi xứ Wales và chỉ mất dần khi Nữ vương phát biểu truyền hình đến toàn thế giới.
Tháng 11 năm 1999, cuộc trưng cầu dân ý ở Úc về tương lai của chế độ quân chủ cho kết quả tiếp tục duy trì nền quân chủ. Khi năm Kỷ niệm 50 năm trị vì của bà bắt đầu, giới truyền thông dự đoán xem nó sẽ là một năm thành công hay thất bại. Năm đó bắt đầu một cách u ám bằng cái chết của em gái và mẹ của Elizabeth, nhưng đã có một triệu người tham dự mỗi ngày trong ba ngày lễ kỷ niệm chính ở Luân Đôn. Sự nhiệt tình của công chúng đối với Elizabeth lớn hơn nhiều so với những dự đoán của báo giới. Những cuộc thu thập ý kiến năm 2006 cho thấy dân chúng ủng hộ Nữ vương một cách mạnh mẽ; đa số người trả lời muốn bà tiếp tục trị vì cho đến khi băng hà và nhiều người cảm thấy bà đã trở thành một người thân thuộc.

### Tài chính

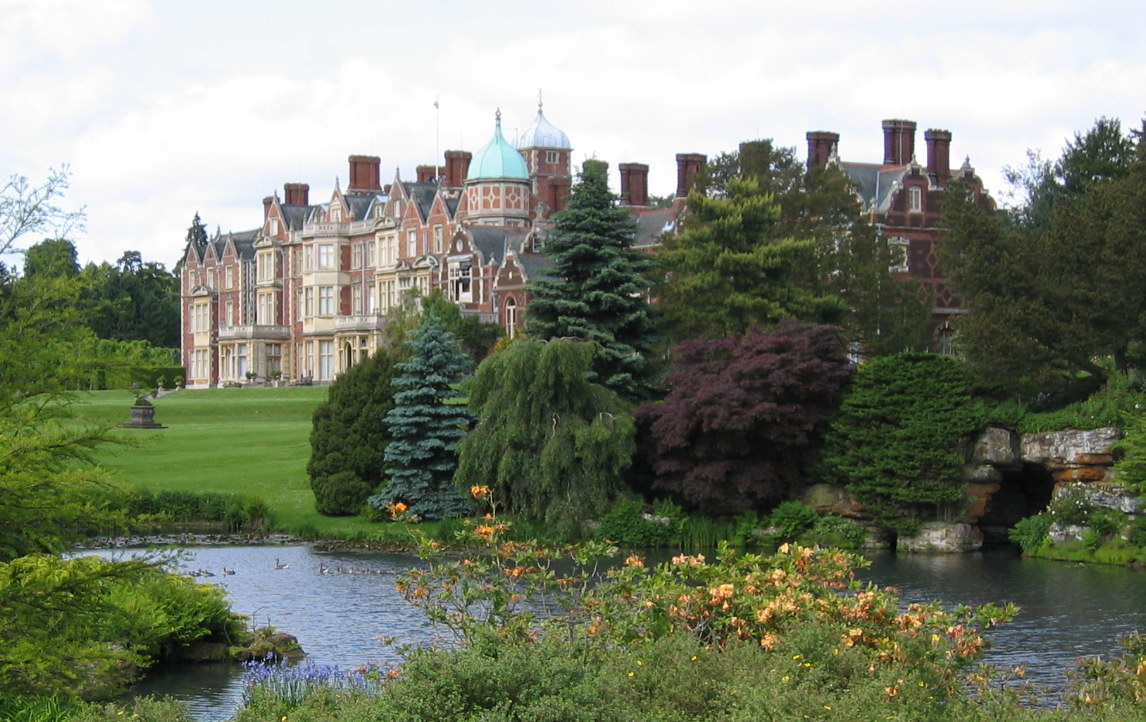
Dinh thự Sandringham, tư dinh của Elizabeth II ở Norfolk.

Tài sản cá nhân của Nữ vương Elizabeth đã là chủ đề soi mói trong nhiều năm. Tạp chí Forbes ước đoán tài sản sau thuế của bà là khoảng 600 triệu đô la Mỹ (330 triệu bảng Anh), nhưng thông cáo chính thức của Điện Buckingham đã gọi việc ước đoán 100 triệu bảng Anh cũng đã là "cường điệu thô thiển". Mặc dù Bộ sưu tập Vương thất trị giá xấp xỉ 10 tỷ bảng Anh, nó là tài sản phó thác cho người kế vị và Triều đình, như Điện Buckingham, Lâu đài Windsor và các cung điện có người ở trong Vương quốc Anh. Cũng như nhiều vị vua trước đó, Elizabeth được cho là không thích ở Điện Buckingham mà xem Lâu đài Windsor mới là mái nhà của mình.
Dinh thự Sandringham và Lâu đài Balmoral là tài sản sở hữu của cá nhân Nữ vương, được thừa kế từ cha khi ông mất, cùng với Công quốc Lancaster, bản thân nó trị giá 30 triệu bảng và mang lợi thu nhập cá nhân 9,811 triệu bảng cho Nữ vương vào năm 2006. Thu nhập từ Tài sản Vương thất Anh—trị giá 7 tỷ bảng—được chuyển sang ngân khố Anh của bà để chi trả cho nhân viên Vương thất. Cả Tài sản Vương thất và đất đai Vương thất tại Canada—bao gồm 89% (hoặc xấp xỉ 8.885.000 km²) diện tích 9.984.670 km² của Canada—do Elizabeth sở hữu phó thác cho Triều đình với vai trò Quốc chủ của bà và không được phép bán hoặc sở hữu như tài sản cá nhân.

### Chính trị và vai trò trong chính phủ
Là một vị quân chủ lập hiến, Nữ vương Elizabeth chưa từng bày tỏ quan điểm chính trị cá nhân của mình trước công chúng và vẫn duy trì nguyên tắc này trong suốt thời gian trị vì. Nữ vương gặp gỡ Thủ tướng Anh hàng tuần, cũng như gặp gỡ các bộ trưởng khác thường xuyên. Thủ tướng Margaret Thatcher nói trong hồi ký của bà: "Bất kỳ ai tưởng tượng rằng họ là những người hình thức hoặc bị giam hãm trong khuôn khổ xã hội là sai lầm; họ là những doanh nhân thầm lặng và Bệ hạ là người nắm rất rõ các sự kiện đang diễn ra và có kinh nghiệm rất rộng".

#### Sự thống nhất quốc gia Anh
Sau Thỏa thuận Belfast đối với Bắc Ireland, Ian Paisley, người đứng đầu Đảng Thống nhất Dân chủ, đã phá vỡ truyền thống tôn kính đối với Vương thất của những người theo Chủ nghĩa thống nhất bằng cách gọi Nữ vương là "con vẹt của Tony Blair", ý nói sự ủng hộ của Elizabeth đối với thỏa thuận có thể là yếu tố làm suy giảm vị thế của chế độ quân chủ trong lòng những người Tin lành Bắc Ireland, mà một số không nhỏ trong số họ vẫn phản đối một vài phần của hiệp ước. Sau những cuộc trưng cầu dân ý trong những năm 1990 mà kết quả là sự ủng hộ kế hoạch tự trị, Nữ vương đã gửi lời chúc tốt đẹp nhất đến Nghị viện Scotland vừa mới thành lập và Quốc hội xứ Wales, những buổi khai mạc đầu tiên do bà thực hiện với tư cách cá nhân.

#### Sự thống nhất quốc gia Canada
Khi Nữ vương Elizabeth được mời đến Canada năm 1964, đây đang là đỉnh điểm của phong trào ly khai Quebec, đã có những lo ngại về an toàn cho bà. Có báo cáo rằng tổ chức khủng bố Mặt trận tự do Québec đã đe dọa sẽ ám sát bà và người ta đã xét đến việc hủy chuyến viếng thăm. Thư ký riêng của Nữ vương nói rằng Nữ vương rất sợ bị cản không cho công du vì "những hoạt động của những kẻ quá khích". Tuy chưa bao giờ nói thẳng là bà chống lại xu hướng ly khai, Elizabeth đã công khai ca ngợi sự thống nhất của Canada và bày tỏ mong ước tiếp tục nhìn thấy một Canada thống nhất, đôi khi gây nên tranh cãi trong một số vụ việc. Trong bài diễn văn gửi đến Quốc hội Quebec, bà bỏ qua cuộc tranh cãi quốc gia và những cuộc nổi loạn trong khi bà đang hiện diện và đã nói bằng cả tiếng Anh và tiếng Pháp về sức mạnh của hai nền văn hóa "bổ sung cho nhau" của Canada. Sau Đạo luật Hiến pháp năm 1982, là "lần đầu tiên trong lịch sử Canada một sự thay đổi hiến pháp lớn đã được thông qua mà không có sự đồng ý của chính phủ Quebec, Bệ hạ đã cố gắng thể hiện vị trí là người đứng đầu toàn gia đình Canada và vai trò là người hòa giải bằng cách bày tỏ một cách riêng tư với báo giới sự tiếc nuối của bà rằng Quebec không phải là một phần của thuộc địa".
Năm 1995, trong một chiến dịch trưng cầu dân ý về sự ly khai của Quebec, Nữ vương đã bị lừa tiết lộ quan điểm cá nhân về sự ly khai của Quebec khi Pierre Brassard, một DJ cho Đài Radio CKOI-FM Montreal, gọi đến Điện Buckingham giả vờ làm Thủ tướng Canada khi đó Jean Chrétien và khiến cho Nữ vương Elizabeth tin và nói chuyện trong 14 phút đan xen tiếng Anh và tiếng Pháp. Khi được nói rằng những người ly khai đang dẫn đầu trong cuộc trưng cầu, Elizabeth tiết lộ bà cảm thấy "cuộc trưng cầu đang đi theo hướng sai lầm" và thêm, "nếu tôi bằng cách nào đó có thể giúp, tôi sẽ rất vui lòng". Tuy nhiên, bà nhấn mạnh ý định từ chối lời khuyên từ người đàn ông, mà bà tin là Chrétien, rằng bà nên can thiệp vào cuộc trưng cầu dân ý mà không cần xem bài diễn văn nháp. Nữ vương cuối cùng nghi ngờ bị lừa gạt và dừng cuộc nói chuyện, mặc dù tài xử lý khéo léo cuộc gọi của bà đã được Brassard tán dương. Trong hồi ký của mình, Chrétien nhắc lại lời bình luận chế nhạo của Nữ vương đối với ông liên quan đến sự việc này: "'Tôi không nghĩ ông bình thường,' bà nói với tôi, 'nhưng tôi nghĩ, với sức ép mà ông đang phải chịu, có thể ông đang say'".

### Tôn giáo
Bên cạnh vai trò tôn giáo chính thức của mình là Lãnh đạo tối cao của Giáo hội Anh, cá nhân Elizabeth tham gia thờ phượng tại giáo hội này. Khi ở Scotland bà theo Giáo hội Scotland (Trưởng Lão phái), để giữ gìn vai trò lập hiến của mình trong quốc gia đó, bà thường đi lễ Chủ nhật tại Nhà thờ Crathie khi tới nghỉ tại Lâu đài Balmoral.) Định kỳ, Nữ vương sẽ gửi lời nhắn cá nhân về niềm tin của mình trong buổi phát hình Thông điệp Giáng sinh Vương thất thường niên đến Khối thịnh vượng chung, như trong năm 2000, bà đã nói về ý nghĩa thần học của thiên niên kỷ đánh dấu dịp kỷ niệm 2000 năm Chúa Giê-su sinh ra:
Đối với nhiều người trong chúng ta, niềm tin có tầm quan trọng căn bản. Đối với tôi, theo lý thuyết Kitô, và trách nhiệm cá nhân của tôi trước Chúa là nền tảng dẫn dắt cuộc đời tôi. Tôi, giống như nhiều người trong các bạn, đã có được sự an ủi lớn lao trong những thời khắc khó khăn từ những lời và huấn dụ của Chúa.

Nữ vương Elizabeth cũng biểu lộ sự ủng hộ mối quan hệ giữa các tôn giáo với nhau, thường là cuộc gặp với các lãnh đạo tôn giáo khác và trao sự bảo trợ cá nhân của mình cho Hội đồng Cơ Đốc nhân và người Do Thái.

### Yêu cầu được tôn trọng cuộc sống riêng tư
Elizabeth cảnh cáo báo chí đừng nên đăng tải hình ảnh không chính thức do đám thợ săn ảnh cung cấp, Cung điện Buckingham tuyên bố ngày 6 tháng 12 năm 2009. Vương thất Anh nói rằng, luật sư của triều đình trước đó sáu tuần có viết thư gửi cho chủ bút các báo, nhắc nhở họ đừng cho công bố những hình ảnh xâm phạm đến cuộc sống của Vương thất. Lá thư được gửi "để đáp lại việc hằng mấy năm trời Vương thất bị các nhiếp ảnh gia săn đuổi hướng vào phần đất sở hữu riêng của Vương thất."
Thái độ cứng rắn mới này của Vương thất có vẻ có kết quả tốt trong nhiều tháng, nay được nhắc đến trước dịp lễ Giáng sinh, là thời điểm mà các tay săn ảnh có truyền thống lùng kiếm những hình ảnh Vương thất về nghỉ ngơi tại Sandringham Estate, ở phía Đông nước Anh. Vương thất vốn có rắc rối từ lâu với các nhiếp ảnh gia. Nhiều người tin rằng sự săn đuổi của giới truyền thông đã góp phần vào cái chết của Công nương Diana trong tai nạn xe vào năm 1997. Sau đó, hai Vương tôn William và Harry bị chụp hình khi họ vừa từ các hộp đêm đi ra và bạn gái của William là Kate Middleton cũng bị rượt sát ngay bên ngoài nhà mình.
Năm 2007, phát ngôn viên của Vương tôn William có than phiền về hành vi "nguy hiểm" của các tay săn hình. Phát ngôn viên của Thân vương xứ Wales, Paddy Harverson nói với tờ The Sunday Telegraph rằng, các thành viên Vương thất "cảm thấy họ có quyền được sống riêng tư mỗi khi họ cần đi đây đó hằng ngày, hay có những sinh hoạt riêng tư."

## Danh hiệu và Tước hiệu
- 21 tháng 4 năm 1926 – 11 tháng 12 năm 1936: Vương tôn nữ Elizabeth xứ York Điện hạ
- 11 tháng 12 năm 1936 – 20 tháng 11 năm 1947: Vương nữ Elizabeth Điện hạ
- 20 tháng 11 năm 1947 – 6 tháng 2 năm 1952: Vương nữ Elizabeth, Công tước phu nhân xứ Edinburgh Điện hạ
- 6 tháng 2 năm 1952 – 28 tháng 5 năm 1953: Nữ vương Elizabeth II Bệ hạ, bởi Ân điển của Chúa, của Vương Quốc Liên Hiệp Anh và Bắc Ireland và các Thuộc địa bên kia đại dương, Nữ vương và Người bảo vệ Đức Tin
- 29 tháng 5 năm 1953 – 8 tháng 9 năm 2022: Nữ vương Elizabeth II Bệ hạ, bởi Ân điển của Chúa, của Vương Quốc Liên Hiệp Anh và Bắc Ireland và các Vương Quốc và Lãnh Thổ khác, Nữ vương, Lãnh đạo khối Thịnh Vượng Chung và Người bảo vệ Đức Tin

Nữ vương Elizabeth giữ một số tước hiệu trong cuộc đời, với vai trò cháu gái của Quốc vương, con gái của Quốc vương, qua tước hiệu của chồng và cuối cùng là Quốc vương của nhiều quốc gia. Trên thực tế, bà thường được gọi đơn giản là Nữ vương hay Bệ hạ (Her Majesty); nếu cần phân biệt, người ta sẽ đổi thành Anh quốc Bệ hạ, Úc quốc Bệ hạ, Canada Bệ hạ, v.v. Theo truyền thống, bà còn có các tước hiệu khác là Công tước xứ Lancaster và Công tước xứ Normandy và được phong danh hiệu Người bảo vệ Sự thật. Khi nói chuyện với Nữ vương, thông thường người ta sẽ bắt đầu bằng Your Majesty (Thưa bệ hạ) và sau đó là Ma'am (Đức Bà).

### Huân chương và các chức vụ quân sự danh dự
Với cương vị quốc chủ của nhiều quốc gia khác nhau, Nữ vương Elizabeth giữ vị trí Tổng tư lệnh ở một số vương quốc của bà, như Canada, New Zealand và Vương quốc Anh. Ở Anh, bà còn là Trưởng tư lệnh Không lực Vương thất và Lord High Admiral của Hải quân Vương thất. Elizabeth đã từng là Colonel-in-Chief, Captain-General, Air-Commodore-in-Chief, Commissioner, Brigadier, Commandant-in-Chief và Royal Colonel của ít nhất 96 trung đoàn khắp Khối thịnh vượng chung, cả trước và sau khi lên ngôi.
Do thời gian trị vì dài và đi thăm viếng nhiều nơi, Elizabeth đã nhận được rất nhiều huân huy chương từ các quốc gia trên khắp thế giới.

### Phù hiệu

Cờ hiệu cá nhân của Elizabeth II, được dùng khi bà đóng vai trò là Người đứng đầu Khối thịnh vương chung Anh và khi bà viếng thăm các quốc gia thuộc Khối thịnh vương chung mà bà không phải là nguyên thủ.

Phù hiệu của Vương nữ Elizabeth, trước khi kết hôn.

Cờ hiệu của Nữ vương tại Anh, Bắc Ireland và Wales.

Từ ngày 21 tháng 4 năm 1944 cho đến khi kết hôn với Công tước xứ Edinburgh, phù hiệu của Elizabeth là một hình thoi có hình ảnh giống như trên tấm khiên của Huy hiệu Vương thất và một thanh bạc gồm ba dải, dải ở giữa là hình Hoa hồng Tudor và dải hai bên là thánh giá Thánh George. Sau khi kết hôn, các phù hiệu này được đóng vào phù hiệu của Công tước xứ Edinburgh. Khi lên ngôi Nữ vương, với vai trò là quân chủ của các vương quốc Khối thịnh vượng chung, bà sử dụng phù hiệu quân chủ khác nhau cho mỗi quốc gia.
Tương tự, Nữ vương Elizabeth cũng có một số cờ hiệu cá nhân để sử dụng tại một số vương quốc của bà: hai cái tại Vương quốc Anh (một cho Scotland và một cho các khu vực khác) và mỗi cái khác nhau cho Canada, Úc, New Zealand, Jamaica và Barbados. Những cờ này gồm có băng rôn trên đó là Phù hiệu Vương thất, tất cả đều như vậy ngoại trừ những lá cờ tại Vương quốc Anh, bị xóa đi bằng ký hiệu của Elizabeth: một chữ cái E đội vương miện trong một vòng tròn hoa hồng trên nền xanh. Ký hiệu này cũng được dùng làm cờ cá nhân của Nữ vương với vai trò là Người đứng đầu Khối thịnh vượng chung, hoặc khi thăm viếng các quốc gia nằm trong Khối nhưng bà không phải là nguyên thủ.

## Hậu duệ
| Tên                                     | Ngày sinh            | Kết hôn              | Kết hôn           | Ly dị               | Con cái                                                    | Cháu                                                                               |
| --------------------------------------- | -------------------- | -------------------- | ----------------- | ------------------- | ---------------------------------------------------------- | ---------------------------------------------------------------------------------- |
| Charles III của Liên hiệp Anh           | 14 tháng 11 năm 1948 | 29 tháng 7 năm 1981  | Diana Spencer     | 28 tháng 8 năm 1996 | William, Thân vương xứ Wales                               | Vương tôn George xứ Wales Vương tôn nữ Charlotte xứ Wales Vương tôn Louis xứ Wales |
| Charles III của Liên hiệp Anh           | 14 tháng 11 năm 1948 | 29 tháng 7 năm 1981  | Diana Spencer     | 28 tháng 8 năm 1996 | Vương tử Harry, Công tước xứ Sussex                        | Vương tôn Archie xứ Sussex Vương tôn nữ Lilibet xứ Sussex                          |
| Charles III của Liên hiệp Anh           | 14 tháng 11 năm 1948 | 9 tháng 4 năm 2005   | Camilla Shand     |                     |                                                            |                                                                                    |
| Anne, Vương nữ Vương thất               | 15 tháng 8 năm 1950  | 14 tháng 11 năm 1973 | Mark Phillips     | 28 tháng 4 năm 1992 | Peter Phillips                                             | Savannah Phillips Isla Phillips                                                    |
| Anne, Vương nữ Vương thất               | 15 tháng 8 năm 1950  | 14 tháng 11 năm 1973 | Mark Phillips     | 28 tháng 4 năm 1992 | Zara Phillips                                              | Mia Tindall Lena Tindall Lucas Tindall                                             |
| Anne, Vương nữ Vương thất               | 15 tháng 8 năm 1950  | 12 tháng 12 năm 1992 | Timothy Laurence  |                     |                                                            |                                                                                    |
| Vương tử Andrew, Công tước xứ York      | 19 tháng 2 năm 1960  | 23 tháng 7 năm 1986  | Sarah Ferguson    | 30 tháng 5 năm 1996 | Vương tôn nữ Beatrice xứ York Vương tôn nữ Eugenie xứ York |                                                                                    |
| Vương tử Edward, Công tước xứ Edinburgh | 10 tháng 3 năm 1964  | 19 tháng 6 năm 1999  | Sophie Rhys-Jones |                     | Công nữ Louise Windsor James, Bá tước xứ Wessex            |                                                                                    |

## Gia phả
| \| \| \| \| \| \| \| \| \| \| \| \| \| \| \| \| \| \| \| \| 16. Victoria I của Liên hiệp Anh \| \| \| \| \| \| \| \| \| \| \| \| \| \| \| \| \| \| \| \| \| \| \| \| \| \| \| \| \| \| \| \| \| \| \| \| \| \| \| \| \| \| \| \| \| \| \| \| \| \| \| \| \| \| 8. Edward VII của Anh \| \| \| \| \| \| \| \| \| \| \| \| \| \| \| \| \| \| \| \| \| \| \| \| \| \| \| \| \| \| \| \| \| \| \| \| \| \| \| \| \| \| \| \| \| \| \| \| \| \| \| \| \| \| 17. Albrecht xứ Sachsen-Coburg và Gotha \| \| \| \| \| \| \| \| \| \| \| \| \| \| \| \| \| \| \| \| \| \| \| \| \| \| \| \| \| \| \| \| \| \| \| \| \| \| \| \| \| \| \| \| \| \| \| \| \| \| \| \| \| \| 4. George V của Anh \| \| \| \| \| \| \| \| \| \| \| \| \| \| \| \| \| \| \| \| \| \| \| \| \| \| \| \| \| \| \| \| \| \| \| \| \| \| \| \| \| \| \| \| \| \| \| \| \| \| \| \| \| \| 18. Christian IX của Đan Mạch \| \| \| \| \| \| \| \| \| \| \| \| \| \| \| \| \| \| \| \| \| \| \| \| \| \| \| \| \| \| \| \| \| \| \| \| \| \| \| \| \| \| \| \| \| \| \| \| \| \| \| \| \| \| 9. Alexandra của Đan Mạch \| \| \| \| \| \| \| \| \| \| \| \| \| \| \| \| \| \| \| \| \| \| \| \| \| \| \| \| \| \| \| \| \| \| \| \| \| \| \| \| \| \| \| \| \| \| \| \| \| \| \| \| \| \| 19. Louise xứ Hessen-Kassel \| \| \| \| \| \| \| \| \| \| \| \| \| \| \| \| \| \| \| \| \| \| \| \| \| \| \| \| \| \| \| \| \| \| \| \| \| \| \| \| \| \| \| \| \| \| \| \| \| \| \| \| \| \| 2. George VI của Anh \| \| \| \| \| \| \| \| \| \| \| \| \| \| \| \| \| \| \| \| \| \| \| \| \| \| \| \| \| \| \| \| \| \| \| \| \| \| \| \| \| \| \| \| \| \| \| \| \| \| \| \| \| \| 20. Công tước Alexander xứ Württemberg \| \| \| \| \| \| \| \| \| \| \| \| \| \| \| \| \| \| \| \| \| \| \| \| \| \| \| \| \| \| \| \| \| \| \| \| \| \| \| \| \| \| \| \| \| \| \| \| \| \| \| \| \| \| 10. Francis, Công tước xứ Teck \| \| \| \| \| \| \| \| \| \| \| \| \| \| \| \| \| \| \| \| \| \| \| \| \| \| \| \| \| \| \| \| \| \| \| \| \| \| \| \| \| \| \| \| \| \| \| \| \| \| \| \| \| \| 21. Claudine Rhédey von Kis-Rhéde \| \| \| \| \| \| \| \| \| \| \| \| \| \| \| \| \| \| \| \| \| \| \| \| \| \| \| \| \| \| \| \| \| \| \| \| \| \| \| \| \| \| \| \| \| \| \| \| \| \| \| \| \| \| 5. Mary xứ Teck \| \| \| \| \| \| \| \| \| \| \| \| \| \| \| \| \| \| \| \| \| \| \| \| \| \| \| \| \| \| \| \| \| \| \| \| \| \| \| \| \| \| \| \| \| \| \| \| \| \| \| \| \| \| 22. Vương tử Adolphus, Công tước xứ Cambridge \| \| \| \| \| \| \| \| \| \| \| \| \| \| \| \| \| \| \| \| \| \| \| \| \| \| \| \| \| \| \| \| \| \| \| \| \| \| \| \| \| \| \| \| \| \| \| \| \| \| \| \| \| \| 11. Mary Adelaide xứ Cambridge \| \| \| \| \| \| \| \| \| \| \| \| \| \| \| \| \| \| \| \| \| \| \| \| \| \| \| \| \| \| \| \| \| \| \| \| \| \| \| \| \| \| \| \| \| \| \| \| \| \| \| \| \| \| 23. Augusta xứ Hessen \| \| \| \| \| \| \| \| \| \| \| \| \| \| \| \| \| \| \| \| \| \| \| \| \| \| \| \| \| \| \| \| \| \| \| \| \| \| \| \| \| \| \| \| \| \| \| \| \| \| \| \| \| \| 1. Elizabeth II của Liên hiệp Anh \| \| \| \| \| \| \| \| \| \| \| \| \| \| \| \| \| \| \| \| \| \| \| \| \| \| \| \| \| \| \| \| \| \| \| \| \| \| \| \| \| \| \| \| \| \| \| \| \| \| \| \| \| \| 24. Thomas Lyon-Bowes, Lord Glamis \| \| \| \| \| \| \| \| \| \| \| \| \| \| \| \| \| \| \| \| \| \| \| \| \| \| \| \| \| \| \| \| \| \| \| \| \| \| \| \| \| \| \| \| \| \| \| \| \| \| \| \| \| \| 12. Claude Bowes-Lyon, Bá tước thứ 13 xứ Strathmore và Kinghorne \| \| \| \| \| \| \| \| \| \| \| \| \| \| \| \| \| \| \| \| \| \| \| \| \| \| \| \| \| \| \| \| \| \| \| \| \| \| \| \| \| \| \| \| \| \| \| \| \| \| \| \| \| \| 25. Charlotte Grimstead \| \| \| \| \| \| \| \| \| \| \| \| \| \| \| \| \| \| \| \| \| \| \| \| \| \| \| \| \| \| \| \| \| \| \| \| \| \| \| \| \| \| \| \| \| \| \| \| \| \| \| \| \| \| 6. Claude Bowes-Lyon, Bá tước thứ 14 xứ Strathmore và Kinghorne \| \| \| \| \| \| \| \| \| \| \| \| \| \| \| \| \| \| \| \| \| \| \| \| \| \| \| \| \| \| \| \| \| \| \| \| \| \| \| \| \| \| \| \| \| \| \| \| \| \| \| \| \| \| 26. Oswald Smith \| \| \| \| \| \| \| \| \| \| \| \| \| \| \| \| \| \| \| \| \| \| \| \| \| \| \| \| \| \| \| \| \| \| \| \| \| \| \| \| \| \| \| \| \| \| \| \| \| \| \| \| \| \| 13. Frances Dora Smith \| \| \| \| \| \| \| \| \| \| \| \| \| \| \| \| \| \| \| \| \| \| \| \| \| \| \| \| \| \| \| \| \| \| \| \| \| \| \| \| \| \| \| \| \| \| \| \| \| \| \| \| \| \| 27. Henrietta Hodgson \| \| \| \| \| \| \| \| \| \| \| \| \| \| \| \| \| \| \| \| \| \| \| \| \| \| \| \| \| \| \| \| \| \| \| \| \| \| \| \| \| \| \| \| \| \| \| \| \| \| \| \| \| \| 3. Elizabeth Bowes-Lyon \| \| \| \| \| \| \| \| \| \| \| \| \| \| \| \| \| \| \| \| \| \| \| \| \| \| \| \| \| \| \| \| \| \| \| \| \| \| \| \| \| \| \| \| \| \| \| \| \| \| \| \| \| \| 28. William Charles Augustus Cavendish-Bentinck \| \| \| \| \| \| \| \| \| \| \| \| \| \| \| \| \| \| \| \| \| \| \| \| \| \| \| \| \| \| \| \| \| \| \| \| \| \| \| \| \| \| \| \| \| \| \| \| \| \| \| \| \| \| 14. Charles William Frederick Cavendish-Bentinck \| \| \| \| \| \| \| \| \| \| \| \| \| \| \| \| \| \| \| \| \| \| \| \| \| \| \| \| \| \| \| \| \| \| \| \| \| \| \| \| \| \| \| \| \| \| \| \| \| \| \| \| \| \| 29. Anne Wellesley \| \| \| \| \| \| \| \| \| \| \| \| \| \| \| \| \| \| \| \| \| \| \| \| \| \| \| \| \| \| \| \| \| \| \| \| \| \| \| \| \| \| \| \| \| \| \| \| \| \| \| \| \| \| 7. Cecilia Cavendish-Bentinck \| \| \| \| \| \| \| \| \| \| \| \| \| \| \| \| \| \| \| \| \| \| \| \| \| \| \| \| \| \| \| \| \| \| \| \| \| \| \| \| \| \| \| \| \| \| \| \| \| \| \| \| \| \| 30. Edwyn Burnaby \| \| \| \| \| \| \| \| \| \| \| \| \| \| \| \| \| \| \| \| \| \| \| \| \| \| \| \| \| \| \| \| \| \| \| \| \| \| \| \| \| \| \| \| \| \| \| \| \| \| \| \| \| \| 15. Caroline Louisa Burnaby \| \| \| \| \| \| \| \| \| \| \| \| \| \| \| \| \| \| \| \| \| \| \| \| \| \| \| \| \| \| \| \| \| \| \| \| \| \| \| \| \| \| \| \| \| \| \| \| \| \| \| \| \| \| 31. Anne Caroline Salisbury \| \| \| \| \| \| \| \| \| \| \| \| \| \| \| \| \| \| \| \| \| \| \| \| \| \| \| \| \| \| \| \| \| \| \| \| \| \| \| \| \| \| \| \| \| \| \| \| \| \| \| \| |                                                                  |  |  |  |  |  |  |  |  |  |  |  |  |  |  |  |
| |                                                                  |  |  |  |  |  |  |  |  |  |  |  |  |  |  |  |
| | 16. Victoria I của Liên hiệp Anh                                 |  |  |  |  |  |  |  |  |  |  |  |  |  |  |  |
| |                                                                  |  |  |  |  |  |  |  |  |  |  |  |  |  |  |  |
| |                                                                  |  |  |  |  |  |  |  |  |  |  |  |  |  |  |  |
| | 8. Edward VII của Anh                                            |  |  |  |  |  |  |  |  |  |  |  |  |  |  |  |
| |                                                                  |  |  |  |  |  |  |  |  |  |  |  |  |  |  |  |
| |                                                                  |  |  |  |  |  |  |  |  |  |  |  |  |  |  |  |
| | 17. Albrecht xứ Sachsen-Coburg và Gotha                          |  |  |  |  |  |  |  |  |  |  |  |  |  |  |  |
| |                                                                  |  |  |  |  |  |  |  |  |  |  |  |  |  |  |  |
| |                                                                  |  |  |  |  |  |  |  |  |  |  |  |  |  |  |  |
| | 4. George V của Anh                                              |  |  |  |  |  |  |  |  |  |  |  |  |  |  |  |
| |                                                                  |  |  |  |  |  |  |  |  |  |  |  |  |  |  |  |
| |                                                                  |  |  |  |  |  |  |  |  |  |  |  |  |  |  |  |
| | 18. Christian IX của Đan Mạch                                    |  |  |  |  |  |  |  |  |  |  |  |  |  |  |  |
| |                                                                  |  |  |  |  |  |  |  |  |  |  |  |  |  |  |  |
| |                                                                  |  |  |  |  |  |  |  |  |  |  |  |  |  |  |  |
| | 9. Alexandra của Đan Mạch                                        |  |  |  |  |  |  |  |  |  |  |  |  |  |  |  |
| |                                                                  |  |  |  |  |  |  |  |  |  |  |  |  |  |  |  |
| |                                                                  |  |  |  |  |  |  |  |  |  |  |  |  |  |  |  |
| | 19. Louise xứ Hessen-Kassel                                      |  |  |  |  |  |  |  |  |  |  |  |  |  |  |  |
| |                                                                  |  |  |  |  |  |  |  |  |  |  |  |  |  |  |  |
| |                                                                  |  |  |  |  |  |  |  |  |  |  |  |  |  |  |  |
| | 2. George VI của Anh                                             |  |  |  |  |  |  |  |  |  |  |  |  |  |  |  |
| |                                                                  |  |  |  |  |  |  |  |  |  |  |  |  |  |  |  |
| |                                                                  |  |  |  |  |  |  |  |  |  |  |  |  |  |  |  |
| | 20. Công tước Alexander xứ Württemberg                           |  |  |  |  |  |  |  |  |  |  |  |  |  |  |  |
| |                                                                  |  |  |  |  |  |  |  |  |  |  |  |  |  |  |  |
| |                                                                  |  |  |  |  |  |  |  |  |  |  |  |  |  |  |  |
| | 10. Francis, Công tước xứ Teck                                   |  |  |  |  |  |  |  |  |  |  |  |  |  |  |  |
| |                                                                  |  |  |  |  |  |  |  |  |  |  |  |  |  |  |  |
| |                                                                  |  |  |  |  |  |  |  |  |  |  |  |  |  |  |  |
| | 21. Claudine Rhédey von Kis-Rhéde                                |  |  |  |  |  |  |  |  |  |  |  |  |  |  |  |
| |                                                                  |  |  |  |  |  |  |  |  |  |  |  |  |  |  |  |
| |                                                                  |  |  |  |  |  |  |  |  |  |  |  |  |  |  |  |
| | 5. Mary xứ Teck                                                  |  |  |  |  |  |  |  |  |  |  |  |  |  |  |  |
| |                                                                  |  |  |  |  |  |  |  |  |  |  |  |  |  |  |  |
| |                                                                  |  |  |  |  |  |  |  |  |  |  |  |  |  |  |  |
| | 22. Vương tử Adolphus, Công tước xứ Cambridge                    |  |  |  |  |  |  |  |  |  |  |  |  |  |  |  |
| |                                                                  |  |  |  |  |  |  |  |  |  |  |  |  |  |  |  |
| |                                                                  |  |  |  |  |  |  |  |  |  |  |  |  |  |  |  |
| | 11. Mary Adelaide xứ Cambridge                                   |  |  |  |  |  |  |  |  |  |  |  |  |  |  |  |
| |                                                                  |  |  |  |  |  |  |  |  |  |  |  |  |  |  |  |
| |                                                                  |  |  |  |  |  |  |  |  |  |  |  |  |  |  |  |
| | 23. Augusta xứ Hessen                                            |  |  |  |  |  |  |  |  |  |  |  |  |  |  |  |
| |                                                                  |  |  |  |  |  |  |  |  |  |  |  |  |  |  |  |
| |                                                                  |  |  |  |  |  |  |  |  |  |  |  |  |  |  |  |
| | 1. Elizabeth II của Liên hiệp Anh                                |  |  |  |  |  |  |  |  |  |  |  |  |  |  |  |
| |                                                                  |  |  |  |  |  |  |  |  |  |  |  |  |  |  |  |
| |                                                                  |  |  |  |  |  |  |  |  |  |  |  |  |  |  |  |
| | 24. Thomas Lyon-Bowes, Lord Glamis                               |  |  |  |  |  |  |  |  |  |  |  |  |  |  |  |
| |                                                                  |  |  |  |  |  |  |  |  |  |  |  |  |  |  |  |
| |                                                                  |  |  |  |  |  |  |  |  |  |  |  |  |  |  |  |
| | 12. Claude Bowes-Lyon, Bá tước thứ 13 xứ Strathmore và Kinghorne |  |  |  |  |  |  |  |  |  |  |  |  |  |  |  |
| |                                                                  |  |  |  |  |  |  |  |  |  |  |  |  |  |  |  |
| |                                                                  |  |  |  |  |  |  |  |  |  |  |  |  |  |  |  |
| | 25. Charlotte Grimstead                                          |  |  |  |  |  |  |  |  |  |  |  |  |  |  |  |
| |                                                                  |  |  |  |  |  |  |  |  |  |  |  |  |  |  |  |
| |                                                                  |  |  |  |  |  |  |  |  |  |  |  |  |  |  |  |
| | 6. Claude Bowes-Lyon, Bá tước thứ 14 xứ Strathmore và Kinghorne  |  |  |  |  |  |  |  |  |  |  |  |  |  |  |  |
| |                                                                  |  |  |  |  |  |  |  |  |  |  |  |  |  |  |  |
| |                                                                  |  |  |  |  |  |  |  |  |  |  |  |  |  |  |  |
| | 26. Oswald Smith                                                 |  |  |  |  |  |  |  |  |  |  |  |  |  |  |  |
| |                                                                  |  |  |  |  |  |  |  |  |  |  |  |  |  |  |  |
| |                                                                  |  |  |  |  |  |  |  |  |  |  |  |  |  |  |  |
| | 13. Frances Dora Smith                                           |  |  |  |  |  |  |  |  |  |  |  |  |  |  |  |
| |                                                                  |  |  |  |  |  |  |  |  |  |  |  |  |  |  |  |
| |                                                                  |  |  |  |  |  |  |  |  |  |  |  |  |  |  |  |
| | 27. Henrietta Hodgson                                            |  |  |  |  |  |  |  |  |  |  |  |  |  |  |  |
| |                                                                  |  |  |  |  |  |  |  |  |  |  |  |  |  |  |  |
| |                                                                  |  |  |  |  |  |  |  |  |  |  |  |  |  |  |  |
| | 3. Elizabeth Bowes-Lyon                                          |  |  |  |  |  |  |  |  |  |  |  |  |  |  |  |
| |                                                                  |  |  |  |  |  |  |  |  |  |  |  |  |  |  |  |
| |                                                                  |  |  |  |  |  |  |  |  |  |  |  |  |  |  |  |
| | 28. William Charles Augustus Cavendish-Bentinck                  |  |  |  |  |  |  |  |  |  |  |  |  |  |  |  |
| |                                                                  |  |  |  |  |  |  |  |  |  |  |  |  |  |  |  |
| |                                                                  |  |  |  |  |  |  |  |  |  |  |  |  |  |  |  |
| | 14. Charles William Frederick Cavendish-Bentinck                 |  |  |  |  |  |  |  |  |  |  |  |  |  |  |  |
| |                                                                  |  |  |  |  |  |  |  |  |  |  |  |  |  |  |  |
| |                                                                  |  |  |  |  |  |  |  |  |  |  |  |  |  |  |  |
| | 29. Anne Wellesley                                               |  |  |  |  |  |  |  |  |  |  |  |  |  |  |  |
| |                                                                  |  |  |  |  |  |  |  |  |  |  |  |  |  |  |  |
| |                                                                  |  |  |  |  |  |  |  |  |  |  |  |  |  |  |  |
| | 7. Cecilia Cavendish-Bentinck                                    |  |  |  |  |  |  |  |  |  |  |  |  |  |  |  |
| |                                                                  |  |  |  |  |  |  |  |  |  |  |  |  |  |  |  |
| |                                                                  |  |  |  |  |  |  |  |  |  |  |  |  |  |  |  |
| | 30. Edwyn Burnaby                                                |  |  |  |  |  |  |  |  |  |  |  |  |  |  |  |
| |                                                                  |  |  |  |  |  |  |  |  |  |  |  |  |  |  |  |
| |                                                                  |  |  |  |  |  |  |  |  |  |  |  |  |  |  |  |
| | 15. Caroline Louisa Burnaby                                      |  |  |  |  |  |  |  |  |  |  |  |  |  |  |  |
| |                                                                  |  |  |  |  |  |  |  |  |  |  |  |  |  |  |  |
| |                                                                  |  |  |  |  |  |  |  |  |  |  |  |  |  |  |  |
| | 31. Anne Caroline Salisbury                                      |  |  |  |  |  |  |  |  |  |  |  |  |  |  |  |
| |                                                                  |  |  |  |  |  |  |  |  |  |  |  |  |  |  |  |
| |                                                                  |  |  |  |  |  |  |  |  |  |  |  |  |  |  |  |